# Estonia w Konkursie Piosenki Eurowizji
Estonia uczestniczy w Konkursie Piosenki Eurowizji od 1994. Od czasu debiutu do konkursu w 2007 wydarzeniem w kraju zajmował się estoński nadawca publiczny Eesti Televisioon (ETV). Od 2007, po powstaniu nadawcy publicznego konkursem zajmuje się Eesti Rahvusringhääling (ERR).
Estonia wygrała konkurs w 2001, dzięki czemu 48. Konkurs Piosenki Eurowizji odbył się w Tallinnie.
Telewizja estońska nie została dopuszczona do udziału w 40. Konkursie Piosenki Eurowizji w 1995 z powodu słabego wyniku podczas konkursu w 1994. Powróciła do stawki konkursowej w 1996 i od tamtej pory rokrocznie wystawia reprezentanta na konkurs.

## Historia Estonii w Konkursie Piosenki Eurowizji

### Lata 90.
W 1993 nadawca publiczny Eesti Rahvusringhääling (ERR) zadebiutował w konkursie, wysyłając reprezentanta na 38. Konkurs Piosenki Eurowizji. Przedstawicielką Estonii została Janika Sillamaa. 20 lutego wykonała osiem propozycji konkursowych w programie Eurolaul, a największą liczbę 193 punktów od jurorów otrzymał utwór „Muretut meelt ja südametuld”. W związku z dużą liczbą krajów chętnych do udziału w konkursie, co było spowodowane rozpadem bloku wschodniego oraz rozdzieleniem się Jugosławii na mniejsze państwa, Europejska Unia Nadawców (EBU), główny organizator Eurowizji,
przed koncertem finałowym wprowadził rundę kwalifikacyjną Kvalifikacija za Millstreet, w którym uczestniczyły kraje nigdy wcześniej nie biorące udziału w konkursie (w tym Estonia). Finał eliminacji odbył się 3 kwietnia 1993 w Lublanie, a Janika Sillamaa zajęła piąte miejsce, tym samym nie zdobywając awansu do finału Eurowizji 1993.
W 1994 stacja ERR wzięła udział w 39. Konkursie Piosenki Eurowizji, a reprezentanta wyłoniła poprzez program Eurolaul 1994, który poprowadzili Reet Oja i Guido Kangur. W koncercie finałowym eliminacji wystąpili: Evelin Samuel (z dwiema solowymi piosenkami), Ivo Linna, Airi Allvee, Hedvig Hanson i Pearu Paulus, Kadi-Signe Selde, Pearu Paulus, Henri Laks, Silvi Vrait oraz Evelin Samuel, Anneli Tõevere i Tõnis Kiis. 26 lutego finał selekcji wygrała Silvi Vrait z utworem „Nagu merelaine”, otrzymawszy największą liczbę 158 punktów w głosowaniu jurorów. 30 kwietnia wystąpiła w finale Eurowizji 1994 organizowanym w Dublinie. Zajęła przedodstatnie, 24. miejsce, zdobywszy 2 punkty z Grecji. Z powodu słabego wyniku reprezentantki, Estonia nie została dopuszczona do udziału w 40. Konkursie Piosenki Eurowizji rozgrywanym w 1995.
W 1996 stacja powróciła na konkurs, po czym zadeklarowała chęć wysłania reprezentanta na konkurs w Oslo. Przedstawiciel Estonii został wybrany poprzez eliminacje Eurolaul 1996, których finał odbył się 27 stycznia w klubie nocnym „Decolte” w Tallinnie. Do finału selekcji zostali zakwalifikowani (solowo i/lub zespołowo): Evelin Samuel, Toomas Rull, Kadri Hunt, Üllar Meriste, Hedvig Hanson, Pearu Paulus, Urmas Podnek, Karl Madis, Maarja-Liis Ilus, Ivo Linna, Kadi-Signe Selde, Reet Kromel, Arne Lauri, Kirile Loo, Sirje Medell i Tõnis Mägi. Kilku wykonawców nie dotarło na koncert finałowy, a zamiast występu na żywo telewizja pokazała widzom oficjalne teledyski do piosenek, ale z wyłączeniem wideoklipu do utworu Kirile Loo „Maatütre tants”, którą zaprezentowano jedynie w wersji dźwiękowej. W lokalnych mediach spekulowano, że nieobecność piosenkarki spowodowana była jej problemami zdrowotnymi. O wynikach zdecydowała komisja jurorska, która największą liczbę 62 punktów przyznała dwóm propozycjom: „Me rõõm ei kao” Kadri Hunt oraz „Kaelakee hääl” duetu Maarja-Liis Ilus i Ivo Linna. Pierwsze miejsce zajął duet, bowiem zdobyli więcej maksymalnych not jurorskich (10 punktów). 18 maja w Oslo wystąpili w finale Eurowizji 1996. Zajęli piąte miejsce, zdobywszy 94 punkty, w tym maksymalne noty 12 punktów od jurorów z Finlandii, Szwecji i Islandii.
W 1997 stacja ERT wzięła udział w 42. Konkursie Piosenki Eurowizji, a reprezentanta ponownie wybrała poprzez program eliminacyjny Eurolaul. Finał selekcji został rozegrany 15 lutego w stołecznej hali Linnahall, koncert poprowadzili Marko Reikop i Anu Välba. W gronie finalistów znaleźli się (solowo i/lub zespołowo): Maarja-Liis Ilus, Hanna-Liina Vosa, Pearu Paulus, Tanya, Code One, Hanna Pruuli Hanna-Liina Vōsa, Anne Värvimann i Kate. Koncert wygrała Maarja-Liis Ilus z piosenką „Keelatud maa”, zdobywszy 72 punktów od jurorów. W koncercie wystąpiła również z piosenką „Aeg”, wykonaną wraz z Hanną-Liiną Vosą i Anne Värvimann. 3 maja wystąpiła w finale Konkursu Piosenki Eurowizji w Dublinie. Zajęła ósme miejsce, zdobywszy 82 punkty od jurorów, w tym maksymalną notę od jurorów z Włoch.
W 1998 telewizja ERR uczestniczyła w 43. Konkursie Piosenki Eurowizji. Podobnie jak w poprzednich latach, reprezentanta wybrano poprzez finał programu Eurolaul, który odbył się 24 stycznia w studiu ERT. Koncert poprowadzili Anu Välba i Marko Reikop. Do finału zakwalifikowali się soliści: Koit Toome, Kate, Evelin Samuel, Rumal Noorkuu, Tõnis Mägi, Siiri Sisask i Janika Sillamaa, a także duety: Kaire Vilgats i Lauri Liiv, Mona i Karl Madis oraz Evelin Samuel i Ivo Linna. Zwycięzcą programu został Koit Toome z piosenką „Mere lapsed”, za którą otrzymał 97 punktów od jurorów. 9 maja wystąpił w finale Konkursu Piosenki Eurowizji organizowanym w Birmingham. Zajął 12. miejsce, zdobywszy łączne 36 punktów, w tym maksymalną notę od Finlandii.
W 1999 stacja ERR wzięła udział w finale 44. Konkursu Piosenki Eurowizji. Reprezentant kraju został wybrany za pomocą konkursu Eurolaul 1999, którego finał odbył się 30 stycznia w studiu ERR. Prowadzącymi koncert byli Romi Erlach i Marko Reikop. Do rywalizacji przystąpiło dziewięciu kandydatów: Erik Meremaa, Kate, Hedvig Hanson, Lauri Liiv, Maiken, Quick Start, kwartet Joel De Luna, Mati Kõrts, Jassi Zahharov i Mait Trink, a także duety: Gerli Padar i Why Not, Hanna Pruuli i Jakko Maltis oraz Evelin Samuel i Camille. Decyzją dziesięcioosobowej komisji jurorskiej, w finale zwyciężyli Evelin Samuel i Camille z piosenką „Diamond of Night”, za którą otrzymali łącznie 80 punktów. 29 maja wystąpili w finale Konkursu Piosenki Eurowizji organizowanego w Jerozolimie. Wystąpili jako ostatni, 23. w kolejności i zajęli szóste miejsce, zdobywszy 90 punktów.

### Lata 2000.
W 2000 stacja ERR wystąpiła w 45. Konkursie Piosenki Eurowizji, a przedstawiciel telewizji został wybrany przez jurorów w finale selekcji Eurolaul 2000. Do konkursu zostało dopuszczonych dziesięciu kandydatów: Maian Kärmas (z dwiema piosenkami), White Satin, Eda-Ines Etti (z dwiema piosenkami), Sarah i Lea, Hedvig Hanson i Mac McFall, Siiri Sisask, Kate i Evelin Samuel. Największe poparcie dziesięcioosobowej komisji jurorskiej zdobyła piosenka Eda-Ines Etti „Once in a Lifetime”, za który otrzymała 98 punktów. 13 maja wystąpiła w finale Eurowizji 2000. Zajęła czwarte miejsce z dorobkiem 98 punktów.
Stacja ERR potwierdziła udział w 46. Konkursie Piosenki Eurowizji, po czym ogłosiła wybór reprezentanta poprzez program Eurolaul 2001. Finał selekcji odbył się 3 lutego, poprowadzili go Marko Reikop i Ilomai „Elektra” Küttim. W finale wystąpiło ośmiu uczestników: Liisi Koikson, Soul Control, Iris, Maian Kärmas, Hillar Vimberg, Kadi Toom, Yvetta Raid, kolektyw Dave Benton, Tanel Padar i 2XL. Decyzją jurorów, reprezentanta Estonii na Eurowizji 2001 zostali Dave Benton, Tanel Padar i 2XL z utworem „Everybody”, za który otrzymali 77 punktów. 12 maja wystąpili w finale Konkursu Piosenki Eurowizji organizowanego w Kopenhadze. Zajęli w nim pierwsze miejsce, zdobywszy największą liczbę 198 punktów, w tym maksymalne noty (12 punktów) z dziewięciu państw (Grecji, Łotwy, Litwy, Malty, Polski, Słowenii, Holandii, Turcji i Wielkiej Brytanii).
Dzięki zwycięstwu reprezentantów stacji ERR w 2001, 47. Konkurs Piosenki Eurowizji odbył się w Estonii. 17 lipca potwierdzono, że finał konkursu zostanie przygotowany w tallińskiej Saku Suurhall. Kierownikiem wykonawczym widowiska został Juhan Paadam, wybrany z ramienia ETV, a producentem – Peeter Rebane. W przygotowaniach pomagał szwedzki nadawca Sveriges Television, organizator konkursu w 2000. 7 stycznia 2002 ogłoszono, że konkurs poprowadzą mezzosopranistka Annela Peebo i aktor Mark Matvere. Reprezentant kraju-gospodarza został wyłoniony na etapie krajowych eliminacji Eurolaul 2002, którego finał odbył się 26 stycznia w Linnahall w Tallinnie. Koncert finałowy poprowadzili Marko Reikop i Karmel Eikner. Do rywalizacji stanęło 10 kandydatów, w tym soliści (Jaanika, Maarja Kivi, Gerli Padar, Riistop, Maarja Tõkke, Sahlene, Julia Hillens) oraz zespoły (Lea Liitmaa i Jaagup Kreem, Nightlight Duo i Cowboys oraz trio Ivetta Kadakas, Ivo Linna i Veikko Lattu). Decyzją ośmioosobowej, międzynarodowej komisji jurorskiej, program wygrała Sahlene z piosenką „Runaway”, za którą otrzymała 85 punktów. 25 maja wystąpiła jako ósma w kolejności w finale Eurowizji 2002. Zajęła trzecie miejsce, zdobywszy 111 punktów, w tym maksymalne noty z Łotwy i Szwecji. Pomimo początkowych problemów z budżetem, konkurs przyniósł stacji ERR zysk w wysokości prawie 6 mln estońskich koron. W styczniu 2003 Estońska Rada Handlu nagrodziła stację tytułem Przyjaciela eksportu Estonii 2002, tłumacząc decyzję faktem, że „Konkurs Piosenki Eurowizji pomógł zaprezentować światu państwo w najlepszy możliwy sposób”.
W 2003 stacja ERR wzięła udział w 48. Konkursie Piosenki Eurowizji. Reprezentantem kraju został zwycięzca selekcji Eurolaul 2003, których finał odbył się 8 lutego. Koncert finałowy poprowadzili Marko Reikop i Romi Erlach. W finale selekcji wystąpili: Family, Nightlight Duo, Kadi Toom (z dwiema piosenkami), Koit Toome, Slobodan River, Maiken, Vanilla Ninja, Claire’s Birthday i Viies Element. Największą liczbę 65 punktów od ośmioosobowej, międzynarodowej komisji jurorskiej zdobył zespół Claire’s Birthday (w składzie: Susan Lilleväli, Kaire Vilgats, Maiken, Diana Varik i Asja Kristofor) za piosenkę „Eighties Coming Back”. Przed występem w Konkursie Piosenki Eurowizji reprezentanci zmienili nazwę zespołu na Ruffus. 24 maja wystąpili w finale Eurowizji 2003 w Rydze. Zajęli 21. miejsce po zdobyciu 14 punktów.

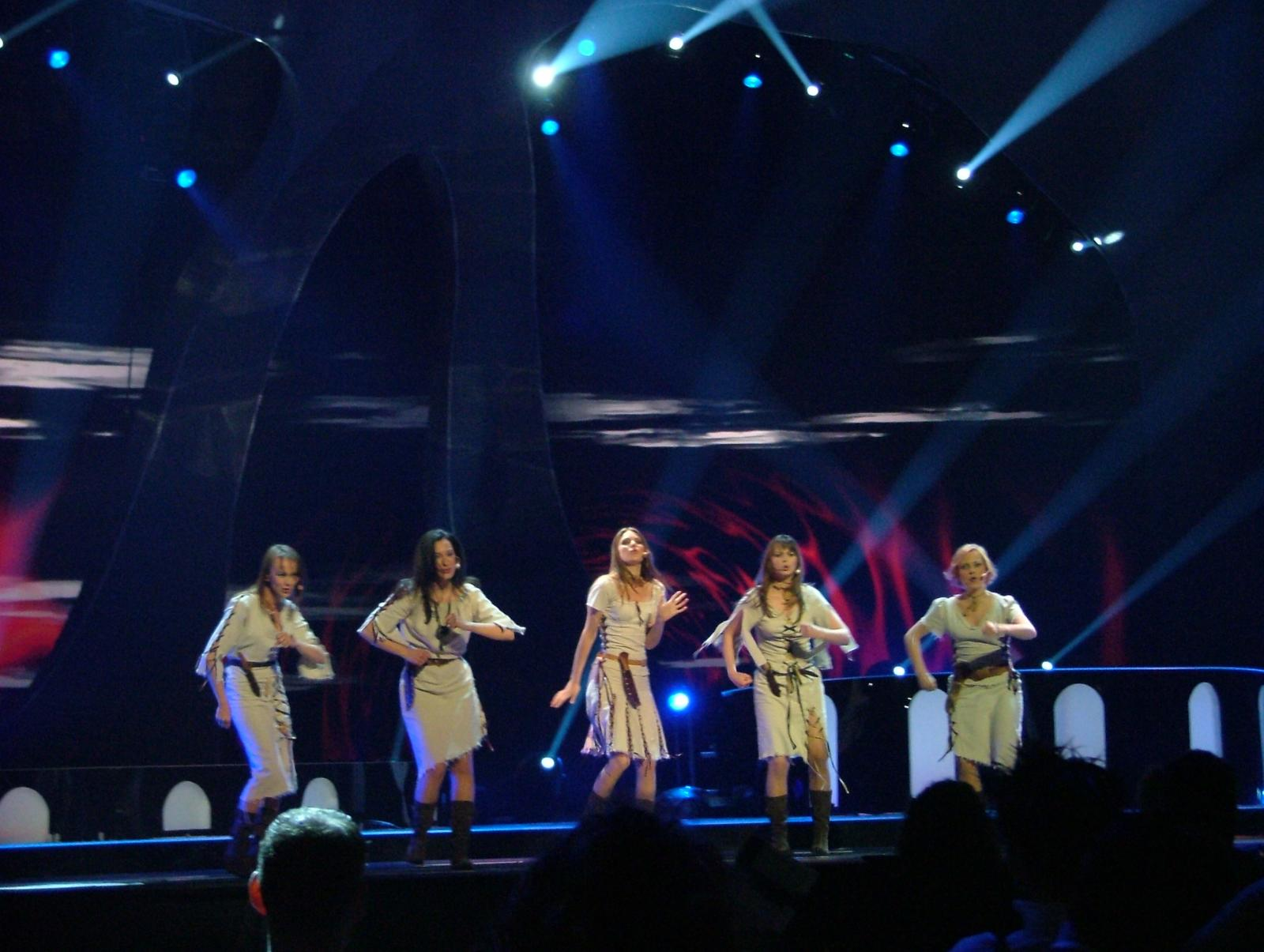
Neiokõsõ w trakcie występu w 49. Konkursie Piosenki Eurowizji, maj 2004

W 2004 stacja ERR wzięła udział w 49. Konkursie Piosenki Eurowizji organizowanym w Stambule. Reprezentant kraju został wybrany za pośrednictwem eliminacji Eurolaul 2004, których finał rozegrano 7 lutego. Program prowadzili Marko Reikop i Karmel Eikner. Do selekcji zostali dopuszczeni: Slobodan River, Ewert Sundja, Charlene, Airi Ojamets, Maarja, Neiokõsõ, Kerli i Charizma, a także duety Hatuna i Sofia Rubina oraz Zone i Cardinals. W przeciwieństwie do poprzednich, w 2004 po raz pierwszy o wynikach zdecydowali telewidzowie w głosowaniu SMS-owym i telefonicznym. Największą liczbę 8 696 głosów otrzymał zespół Neiokõsõ za piosenkę „Tii”, pierwszy utwór w historii Konkursu Piosenki Eurowizji wykonany w języku võro. W związku ze zwiększającą się liczbą krajów chętnych do udziału w Konkursie Piosenki Eurowizji, w 2004 EBU zdecydowała się na organizację koncertu półfinałowego. Z występu w półfinale zwolnione były kraje tzw. „Wielkiej Czwórki” (tj. Niemcy, Wielka Brytania, Francja i Hiszpania) oraz państwa, których reprezentanci rok wcześniej znaleźli się w pierwszej „dziesiątce” finału. Zespół Neiokõsõ musiał wystąpić w półfinale konkursu, zajął w nim 11. miejsce po zdobyciu 57 punktów, nie zdobywając awansu do finału, do którego kwalifikowało się dziesięciu najwyżej ocenionych uczestników.
W drugiej połowie 2004 telewizja ERR potwierdziła chęć wysłania reprezentanta na jubileuszowy, 50. Konkurs Piosenki Eurowizji, który odbył się w kijowskim Pałacu Sportu. W tym czasie rozpoczęła przyjmowanie zgłoszeń do krajowych eliminacji Eurolaul 2005, do których dopuszczeni mogli być jedynie obywatele Estonii. Proces przyjmowania propozycji zakończyła 6 grudnia 2004, do siedziby nadawcy napłynęły łącznie 92 propozycje, z czego pięć zostało zdyskwalifikowanych z powodu nieposiadania estońskiego obywatelstwa. Finał selekcji odbył się 5 lutego w studiu ERR. Dziesięcioosobowa komisja jurorska wyłoniła 10 finalistów. 9 stycznia 2005 ogłoszono, że do konkursu zostali dopuszczeni: Sobe, Airi Ojamets, Deva Deva Dance i Cardinals, Glow (z dwiema piosenkami), Julia Boman, Bard Eirik Hallesby Norheim, Rebecca, Suntribe i Laura, która wygrała radiowe preeliminacje do konkursu. Kilka dni po podaniu listy finalistów ogłoszono, że z eliminacji został zdyskwalifikowany utwór Barda Eirika Hallesby’ego Norheima „Set Me as a Seal”, ponieważ został współtworzony przez obcokrajowca; na miejsce piosenki trafił utwór Rebekki Konts „Have You Ever”. Na trzy dni przed rozegraniem finału z konkursu odsunięto utwór Julii Boman „Nevermore Island”, który – jak się okazało – został zaprezentowany komercyjnie ponad rok wcześniej, czym naruszał zasady konkursu. Przed finałem krajowych eliminacji stacja ERR wyemitowała kilka programów poświęconych uczestnikom selekcji. W finale selekcji zwyciężył girls band Suntribe z utworem „Let’s Get Loud”, za który zdobyły 10 583 głosów od telewidzów. W maju rozpoczęły próby kamerowe do występu. 19 maja wystąpiły w półfinale Eurowizji 2004 i zajęły 20. miejsce z 31 punktami na koncie, nie przechodząc do finału.

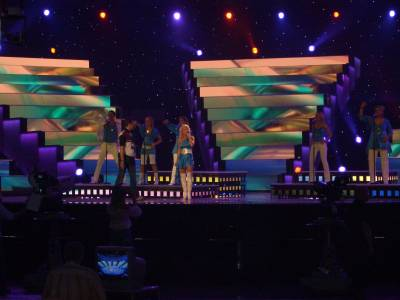
Sandra Oxenryd na próbach do występu w 51. Konkursie Piosenki Eurowizji, maj 2006

W 2006 stacja ERR wysłała reprezentanta na 51. Konkurs Piosenki Eurowizji organizowany w Atenach. Przedstawciela kraju ponownie wyłoniono poprzez program Eurolaul, do którego zostali przywróceni jurorzy. Finał selekcji odbył się 4 lutego, poprowadzili go Marko Reikop i Gerli Padar. Do konkursu przystąpiło dziesięciu wykonawców: Carola, Sofia Rubina, Ines, Aphro Tito, Sandra, Glow, Marilin Kongo, Meribel Müürsepp oraz Noorkuu i S’Poom i Reverend B i Crux. Decyzją jurorów, eliminacje wygrała Sandra Oxenryd z piosenką „Through My Window”, za którą zdobyła otrzymała 90 punktów. 20 maja wystąpiła w finale Eurowizji 2006. Zajęła 18. miejsce, zdobywszy 28 punktów, i nie zakwalifikowała się do finału.

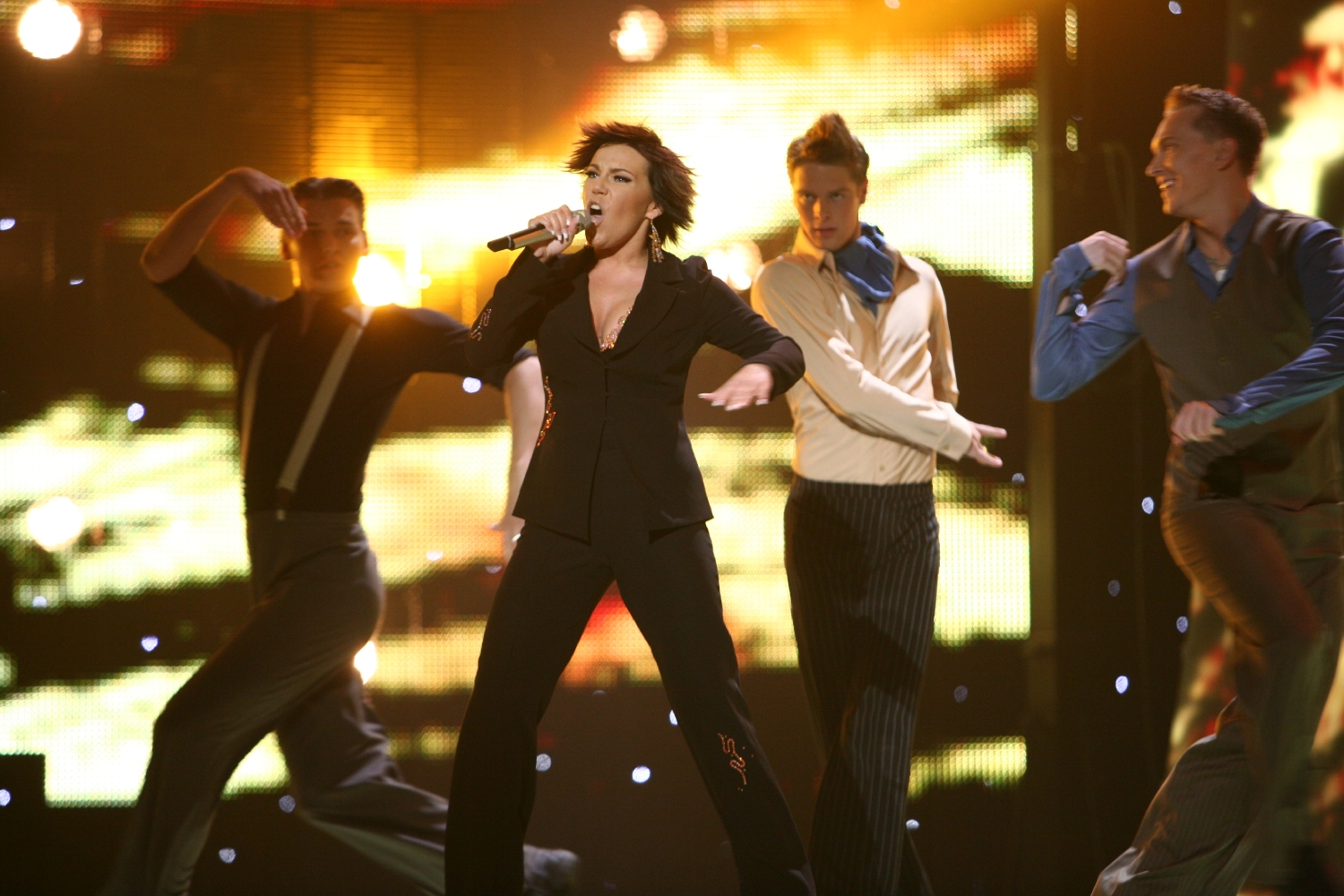
Gerli Padar podczas występu w 52. Konkursie Piosenki Eurowizji, maj 2007

W 2007 stacja ERR potwierdziła chęć występu w 52. Konkursie Piosenki Eurowizji organizowanym w Helsinkach. Podobnie jak w poprzednich latach, reprezentant kraju został wybrany w trakcie programu Eurolaul. Organizatorzy wprowadzili zmianę w zasadach selekcji: o wynikach znów zdecydowali telewidzowie, którzy w pierwszej rundzie głosowania wytypowali finałową „trójkę”, by potem spośród nich wybrać zwycięzcę konkursu. Finał selekcji odbył się 3 lutego w studiu ERR. W finale wystąpiło 10 kandydatów: Deva Deva Dance, Koit Toome, Laura, Gerli Padar, Vanilla Ninja, Linda, Soul Militia, Ines, a także Hele Kõre i Kristjan Kasearu oraz Kristjan Kasearu i Paradise Crew. Do finałowej „trójki” zakwalifikowali się: Laura, Hele Kõre i Kristjan Kasearu oraz Gerli Padar, która następnie została ogłoszona laureatką konkursu, dzięki zdobyciu 55 416 głosów. 10 maja wystąpiła w półfinale Eurowizji 2007. Zajęła 22. miejsce z 33 punktami, przez co nie zakwalifikowała się do finału.

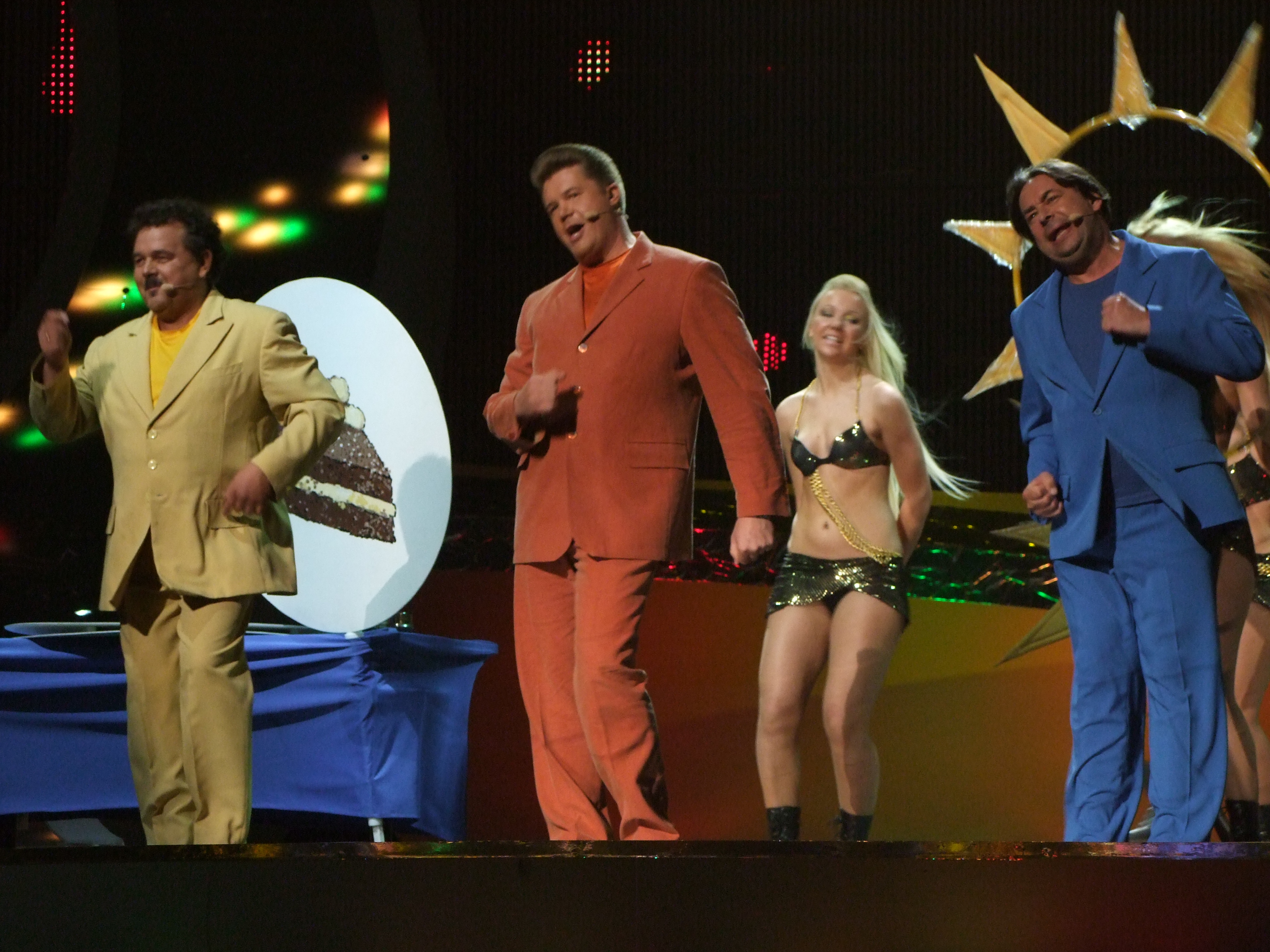
Zespół Kreisiraadio podczas występu w 53. Konkursie Piosenki Eurowizji, maj 2008

W 2008 telewizja ERR wysłała reprezentanta na 53. Konkurs Piosenki Eurowizji, który odbył się w Belgradzie. Reprezentant kraju został wyłoniony podczas finału krajowych eliminacji, które odbyły się 2 lutego w studiu ERR. W finale eliminacji wystąpili: Kreisiraadio, SKA Faktor, Rolf Junior, Taavi Peterson, Birgit Õigemeel, Supernova i Iiris Vesik, a także Kristjan Kasearu i Paradise Crew, Luisa Värk i Traffic oraz Luisa Värk i Margus Vaher. Podobnie jak rok wcześniej, o wynikach zdecydowali telewidzowie w dwuetapowym głosowaniu. Do finałowej „trójki” dostali się: Birgit Õigemeel, Iiris Vesik i zespół Kreisiraadio, który następnie zwyciężył w drugiej rundzie, zdobywszy 52 518 głosów widzów za piosenkę „Leto svet”. Piosenka została napisana w języku serbsko-chorwackim, w refrenie zawierała też niemieckie i fińskie zwroty. W 2008 EBU po raz pierwszy zorganizowała dwa koncerty półfinałowe Eurowizji. Reprezentanci Estonii wystąpili w pierwszym półfinale, który odbył się 20 maja. Zajęli przedostatnie, 18. miejsce z dorobkiem 8 punktów, nie zdobywając awansu do finału.
W 2009 stacja ERR wystawiła reprezentanta na 54. Konkurs Piosenki Eurowizji organizowany w Moskwie. W przeciwieństwie do poprzednich lat, zorganizowała eliminacje pod nazwą Eesti Laul, których finał zorganizowano 7 lutego. O wynikach programu decydowali wspólnie jurorzy i widzowie – w pierwszej rundzie głosowania jury i widzowie oddawali głosy w stosunku 50:50, po czym wyłaniano dwóch uczestników, spośród których telewidzowie wybierali zwycięzcę. W finale selekcji wystąpiło 10 kandydatów: Lowry, Janne Saar, StereoChemistry, Urban Symphony, Rolf Junior i Traffic, a także Chalice i Maagiline Kuues, Köök i Kaire Vilgats oraz Ithaka Maria i Laura. Do drugiego etapu awansowały zespoły Traffic i Urban Symphony, który następnie wygrał przewagą 82% głosów do 18% głosów telewidzów, zostając reprezentantem Estonii w Konkursie Piosenki Eurowizji 2009. 14 maja wystąpili w drugim półfinale konkursu Eurowizji 2009 i z trzeciego miejsca awansowali do sobotniego finału, zapewniając Estonii pierwszy awans do finału od 2003. 16 maja wystąpili w finale i zajęli szóste miejsce z 129 punktami na koncie, w tym z maksymalną notą z Finlandii i Słowacji.

### Lata 2010–2019
W 2010 stacja ERR znalazła się na liście uczestników 55. Konkursu Piosenki Eurowizji organizowanego w Oslo. Reprezentant Estonii został wybrany poprzez format Eesti Laul 2010, którego finał odbył się 12 marca w Nokia Concert Hall w Tallinnie. Analogicznie do poprzedniego roku, o wynikach programu zdecydowali jurorzy i telewidzowie. W finale selekcji wzięło udział 10 uczestników: 3 Pead, Mimicry, Tiiu Kiik, Violina (feat. Rolf Junior), Disko 4000, Iiris Vesik, Lenna Kuurmaa i Groundhog Day, a także Malcolm Lincoln i Manpower 4 oraz Marten Kuningas i Mahavok. Po pierwszej rundzie głosowania do finałowej „dwójki” zakwalifikowali się Lenna Kuurmaa oraz Malcolm Lincoln i Manpower 4, którzy następnie zostali ogłoszeni zwycięzcami, uzyskawszy 54% poparcie widzów za piosenkę „Siren”. 25 maja wystąpili w pierwszym półfinale Eurowizji 2010. Nie zakwalifikowali się do finału, zajmując 14. miejsce po zdobyciu 39 punktów, w tym maksymalne noty z Finlandii i Łotwy.
W 2011 stacja ERR uczestniczyła w 56. Konkursie Piosenki Eurowizji w Düsseldorfie. Reprezentant kraju został wybrany za pomocą formatu Eesti Laul 2011, które po raz pierwszy podzielono na dwie rundy półfinałowe (12 i 19 lutego) i finał (26 lutego). Wszystkie koncerty prowadzili Piret Järvis i Lenna Kuurmaa, do których w finale jeszcze dołączył Ott Sepp. Telewizja dopuściła do konkursu 20 uczestników, którzy zostali wyłonieni spośród 140 propozycji. W gronie półfinalistów znaleźli się: Marilyn Jurman, Elmayonesa, Victoria, Noorkuu, Jana Kask, Kait Tamra, Ans. Andur, Meister i Mari, Getter Jaani, Outloudz (pierwszy półfinał), Sõpruse Puiestee i Merili Varik, Shirubi Ikazuchi, Sofia Rubina, Mimicry, Orelipoiss, Tiiu Kiik, MID, Ithaka Maria i Rolf Roosalu (drugi półfinał). Do finału awans zdobywało po pięciu półfinalistów z największym poparciem telewidzów i jurorów. Do finału zakwalifikowali się: Ithaka Maria, Rolf Roosalu, Orelipoiss, Getter Jaani, Jana Kask, MID, Outloudz, Mimicry, Noorkuu i Victoria. Po pierwszej turze głosowania jurorów i widzów (w stosunku głosów 50:50) do ścisłego finału przeszli Outloudz i Getter Jaani, która następnie wygrała głosowanie widzów (62% do 38%) z utworem „Rockefeller Street”. W maju rozpoczęła próby kamerowe w ESPRIT arena w Düsseldorfie. Przed konkursem była uznawana za jedną z faworytek do wygranej według członków Stowarzyszenia Miłośników Eurowizji (OGAE). 12 maja wystąpiła jako 15. w kolejności w drugim półfinale konkursu i z dziewiątego miejsca zakwalifikowała się do finału, rozgrywanego 14 maja. Zajęła w nim przedostatnie, 24. miejsce z 44 punktami na koncie.
W 2012 stacja ERR wysłała reprezentanta na 57. Konkurs Piosenki Eurowizji organizowany w Baku. Podobnie jak w poprzednich latach, na konkurs pojechał zwycięzca krajowych eliminacji Eesti Laul, które ponownie zostały podzielone na trzy koncerty: dwa półfinały (18 i 25 lutego) i wielki finał (3 marca w Nokia Concert Hall). Półfinały prowadził Piret Järvis, a w finale dołączyli do niego Tiit Sukk i Taavi Teplenkov. Do konkursu zakwalifikowało się 20 kandydatów: Janne Saar, Erasmus Rotterdamist, Mia (feat I.M.T.B), Milky Whip, Pop Maniacs, Ott Lepland, August Hunt, Soundclear, Liis Lemsalu, Loss Paranoias, Traffic, Lenna, Malcolm Lincoln, Tenfold Rabbit, Birgit Õigemeel i Violina, Soul Militia, Mimicry, Orelipoiss, Teele Viira i Cat Eye. Do finału zakwalifikowali się: Loss Paranoias, Teele Viira, Liis Lemsalu, August Hunt, Lenna, Pop Maniacs, Traffic, Ott Lepland, Tenfold Rabbit oraz Birgit Õigemeel i Violina. Po głosowaniu jurorów i telewidzów, do drugiej rundy głosowania przeszli Ott Lepland i Lenna. Zwycięzcą selekcji został Lepland, który za piosenkę „Kuula” otrzymał 31 269 głosów. 24 maja wystąpił w drugim półfinale Eurowizji i z czwartego miejsca awansował do sobotniego finału. Zajął szóste miejsce z dorobkiem 120 punktów.

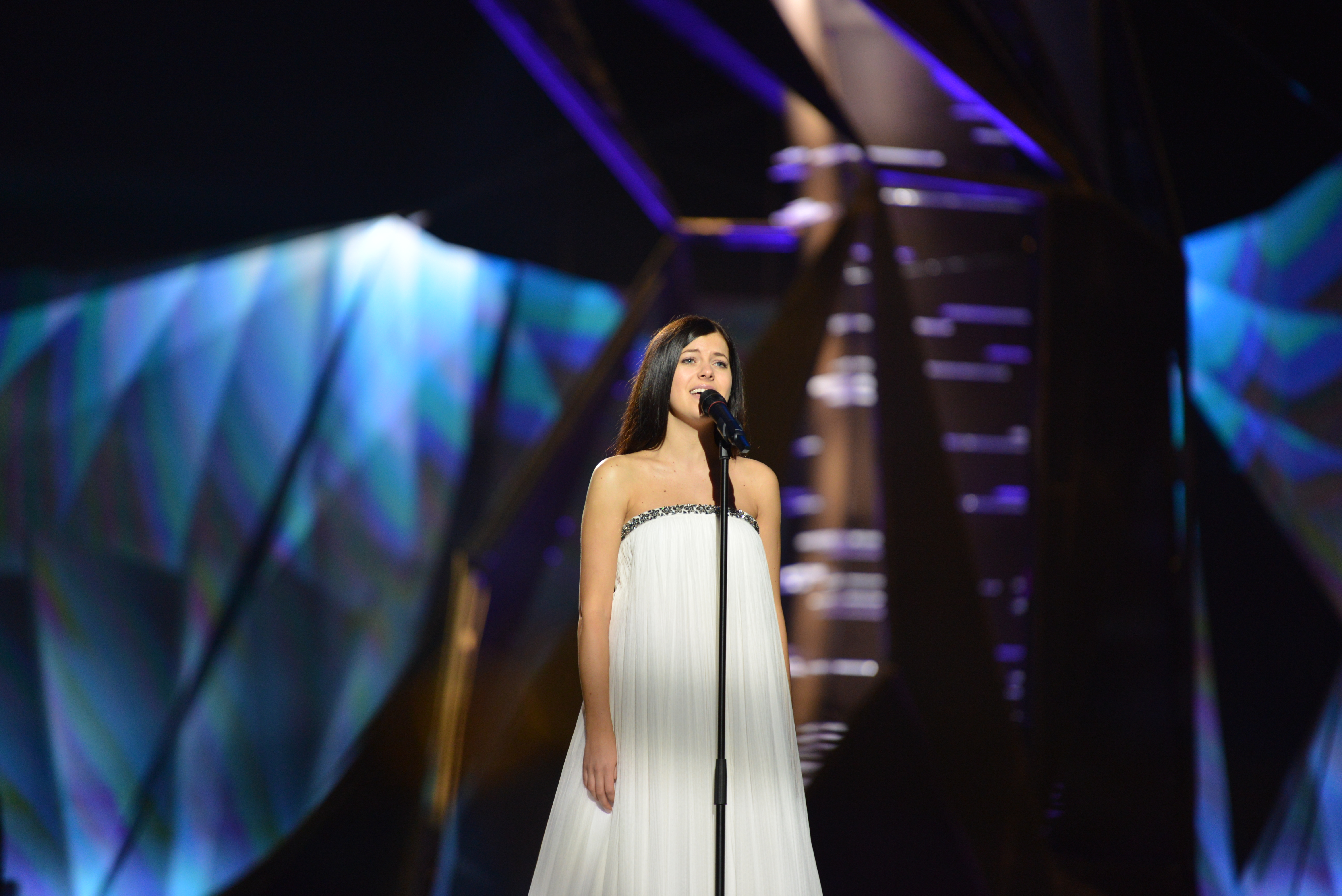
Birgit Õigemeel podczas występu w 58. Konkursie Piosenki Eurowizji, maj 2013

W 2013 stacja ERR wystawiła reprezentanta na 58. Konkurs Piosenki Eurowizji organizowany w Malmö. Ponownie zorganizowała krajowe eliminacje Eesti Laul, które podzielono na dwa półfinały (16 i 23 lutego) i finał (2 marca). Do stawki konkursowej zakwalifikowano 20 uczestników, zostali nimi: Armastus, Marilyn Jurman, Winny Puhh, Sarah, kolektyw Teele, Tuuli, Ula i DrumAttack, Rosanna Lints, Grete Paia, Elina Born, Kõrsikud, Anisa, Liisi Koikson i Söörömöö, Birgit Õigemeel, Tenfold Rabbit, Liis Lemsalu, Marie Vaigla, Rasmus Rändvee i Facelift Deer, Rolf Roosalu, Flank i Neogeeni Põhja-Tallinn. Do finału awansowało po pięciu uczestników z każdego koncertu półfinałowego, tj.: Rolf Roosalu, Liisi Koikson i Söörömöö, Rasmus Rändvee i Facelift Deer, Elina Born, Põhja-Tallinn, Kõrsikud, Birgit Õigemeel, Teele, Tuuli, Ula i DrumAttack oraz Winny Puhh i Grete Paia. Po pierwszej rundzie głosowania jurorów i telewidzów do drugiego etapu przeszli Grete Paia i Birgit Õigemeel, która zwyciężyła w finale, zdobywszy 30 333 pkt za utwór „Et uus saaks alguse”. 14 maja wystąpiła w pierwszym półfinale Eurowizji 2013 jako druga w kolejności i z dziesiątego miejsca awansowała do finału. Zajęła w nim 20. miejsce z 19 punktami na koncie.

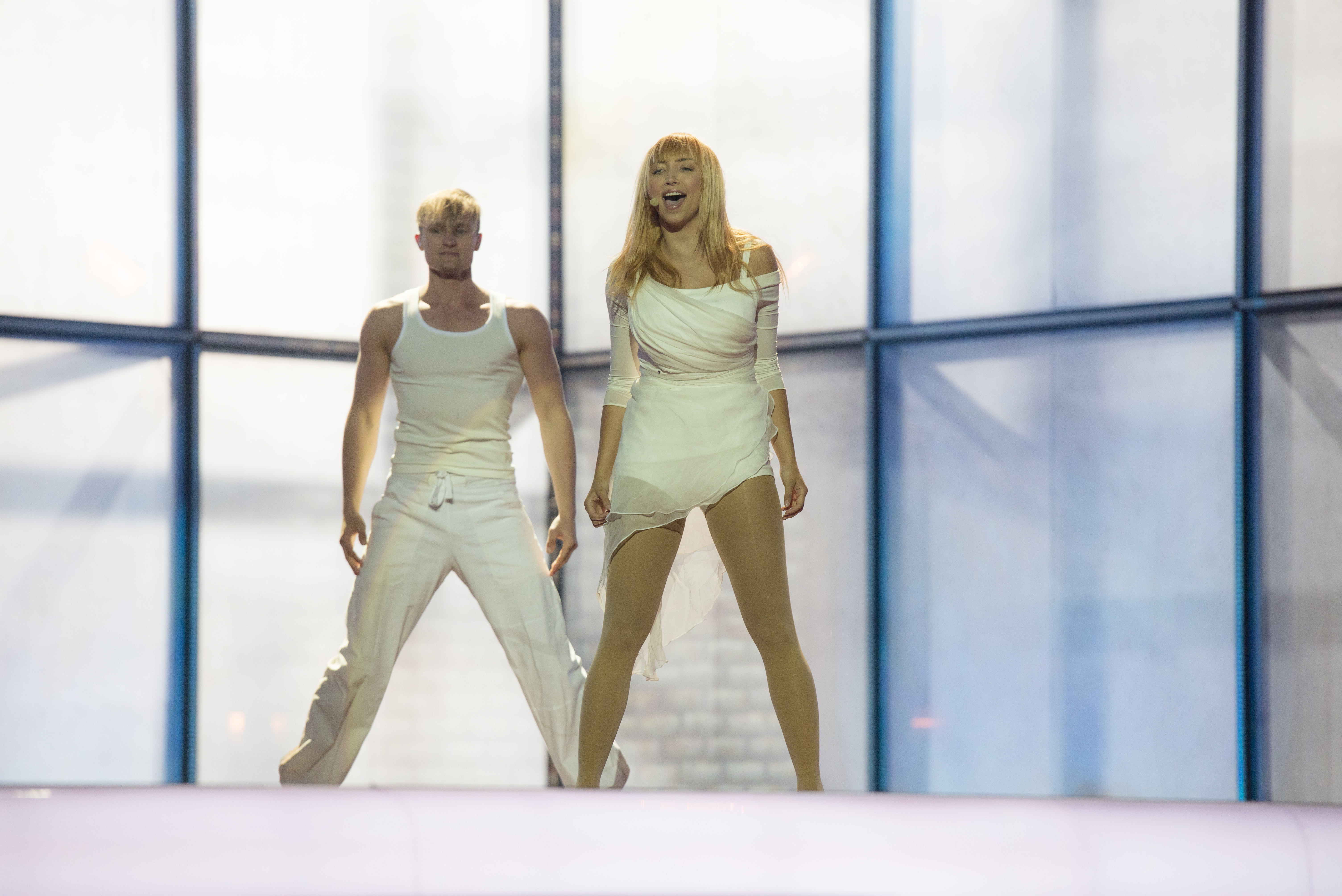
Tanja podczas prób do występu w półfinale 59. Konkursu Piosenki Eurowizji, maj 2014

W lipcu 2013 stacja ERR potwierdziła udział w 59. Konkursie Piosenki Eurowizji organizowanym w Kopenhadze. Po raz kolejny wyłoniła reprezentanta poprzez format Eesti Laul, który ponownie podzielono na dwa półfinały (14 i 21 lutego) i finał (28 lutego). Koncerty prowadził Henrik Kalmet, któremu w półfinałach partnerowała Helen Sürje, a w finale – Marko Reikop. W stawce konkursowej znaleźli się: Tanja, The Titles, Wilhelm, State of Zoe, NimmerSchmidt, Vöörad, Super Hot Cosmos Blues Band, August Hunt, Kõrsikud, Lenna, Norman Salumäe, Lauri Pihlap, Nion, Maltised, Sofia Rubina, MiaMee, Traffic, Maiken, Sandra Nurmsalu i Brigita Murutar. Głosami jurorów i telewidzów, do finału selekcji weszli: Brigita Murutar, Traffic, Norman Salumäe, Wilhelm, Lenna, Super Hot Cosmos Blues Band, Maiken, Kõrsikud, Tanja i Sandra Nurmsalu. W pierwszej rundzie głosowania największe poparcie jury i widzów zdobyli Super Hot Cosmos Blues Band i Tanja. Piosenkarka wygrała finał, zdobywając 53% poparcie widzów za piosenkę „Amazing”. Finałowy występ Tanji porównywany był przez media do zwycięskiego występu Loreen z finału 57. Konkursu Piosenki Eurowizji. W prezentacjach doszukiwano się podobieństwa w brzmieniach muzyki dance, a także choreografii. Tanja stwierdziła, że cieszą ją porównania do dobrych utworów i artystów, jednak nie zamierza zmieniać swojego stylu tylko ze względu na pojawianie się porównań. Pod koniec kwietnia rozpoczęła próby kamerowe do występu w pierwszym półfinale Eurowizji 2014. 6 maja wystąpiła jako trzecia w kolejności w pierwszym półfinale konkursu i zajęła 12. miejsce z 36 punktami na koncie, przez co nie awansowała do finału. Podczas występów towarzyszył jej tancerz Argo Liik.

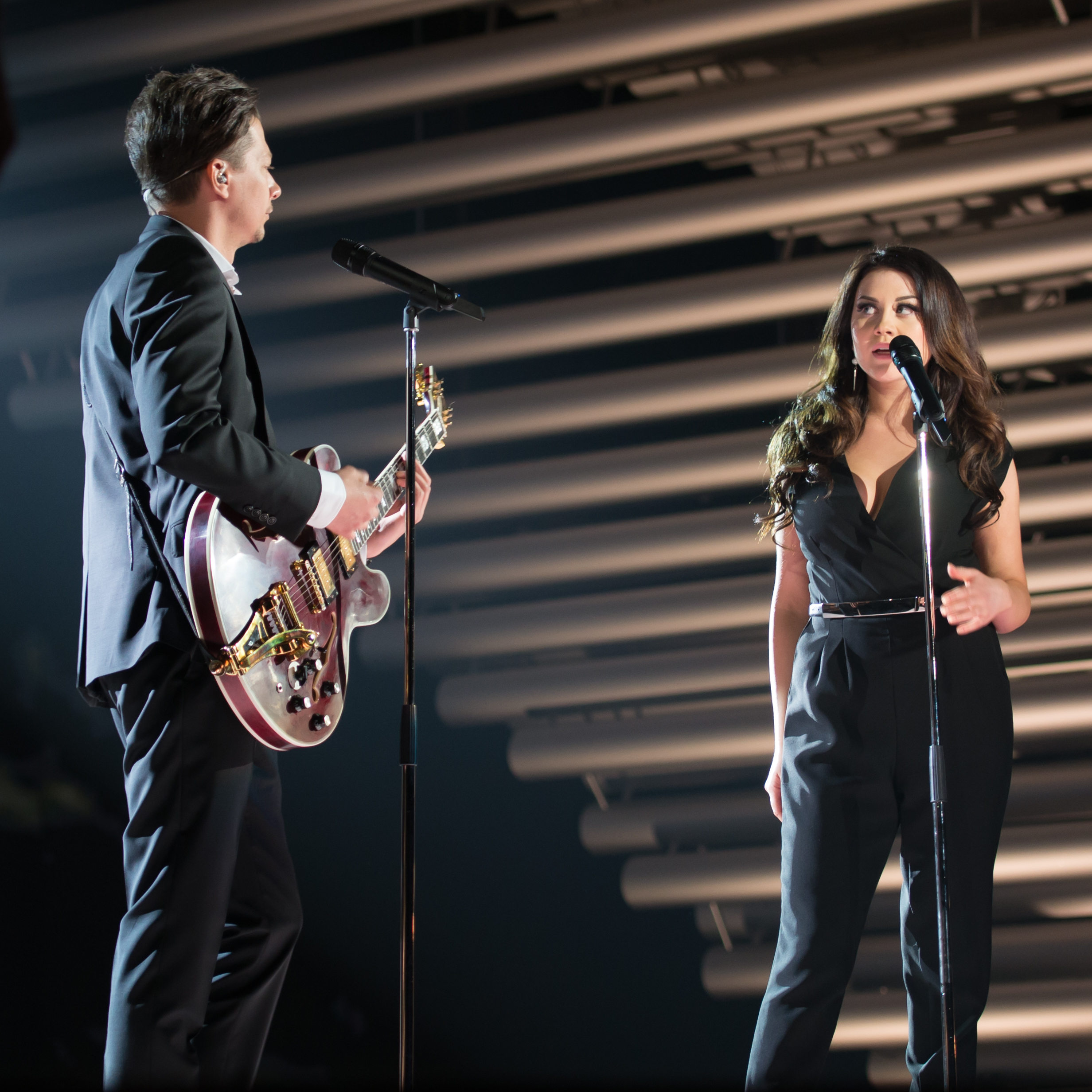
Born i Stig Rästa podczas prób do 60. Konkursu Piosenki Eurowizji, maj 2015

Pod koniec maja 2014 stacja ERR potwierdziła udział w 60. Konkursie Piosenki Eurowizji organizowanym w Wiedniu. Reprezentant Estonii został wyłoniony poprzez krajowe eliminacje Eesti Laul 2015, które zostały podzielone na dwa półfinały (7 i 14 lutego) i finał (21 lutego). Koncerty półfinałowe prowadzili Helen Sürje i Indrek Vaheoja. Do półfinałów zakwalifikowało się 20 wykonawców: Karl-Erik Taukar, Miina, The Blurry Lane, Liis Lemsalu i Egert Milder, Airi Vipulkumar Kansar, Maia Vahtramäe, Robin Juhkental i The Big Bangers, Elephants From Neptune, Elisa Kolk, Bluestocking (pierwszy półfinał), Wilhelm, Kruuv, Demie (feat. Janice), Nimmerschmidt, Elina Born i Stig Rästa, Daniel Levi, Triin Niitoja i John4, Kali Briis Band, Luisa Värk i Mari (drugi półfinał). Do finału weszło 10 zawodników, po pięciu z każdego półfinału: Luisa Värk, Maia Vahtramäe, Elina Born i Stig Rästa, Kali Briis Band, Robin Juhkental i The Big Bangers, Daniel Levi, Elisa Kolk, The Blurry Lane, Elephants From Neptune oraz Triin Niitoja i John4. Po pierwszej rundzie głosowania jurorów i widzów (w stosunku głosów 50:50) wyłoniono trzech uczestników, którzy przeszli do decydującego etapu głosowania; zostali nimi Elisa Kolk, Daniel Levi oraz Elina Born i Stig Rästa, którzy następnie za utwór „Goodbye to Yesterday” zdobyli największą liczbę 71 429 głosów. Przed konkursem byli jednymi z głównych faworytów do wygrania Eurowizji 2015, zajęli np. trzecie miejsce w międzynarodowym głosowaniu OGAE. 19 maja wystąpili w pierwszym półfinale konkursu i z trzeciego miejsca awansowali do finału. 23 maja wystąpili w nim jako czwarci w kolejności i zajęli siódme miejsce po zdobyciu 107 punktów.

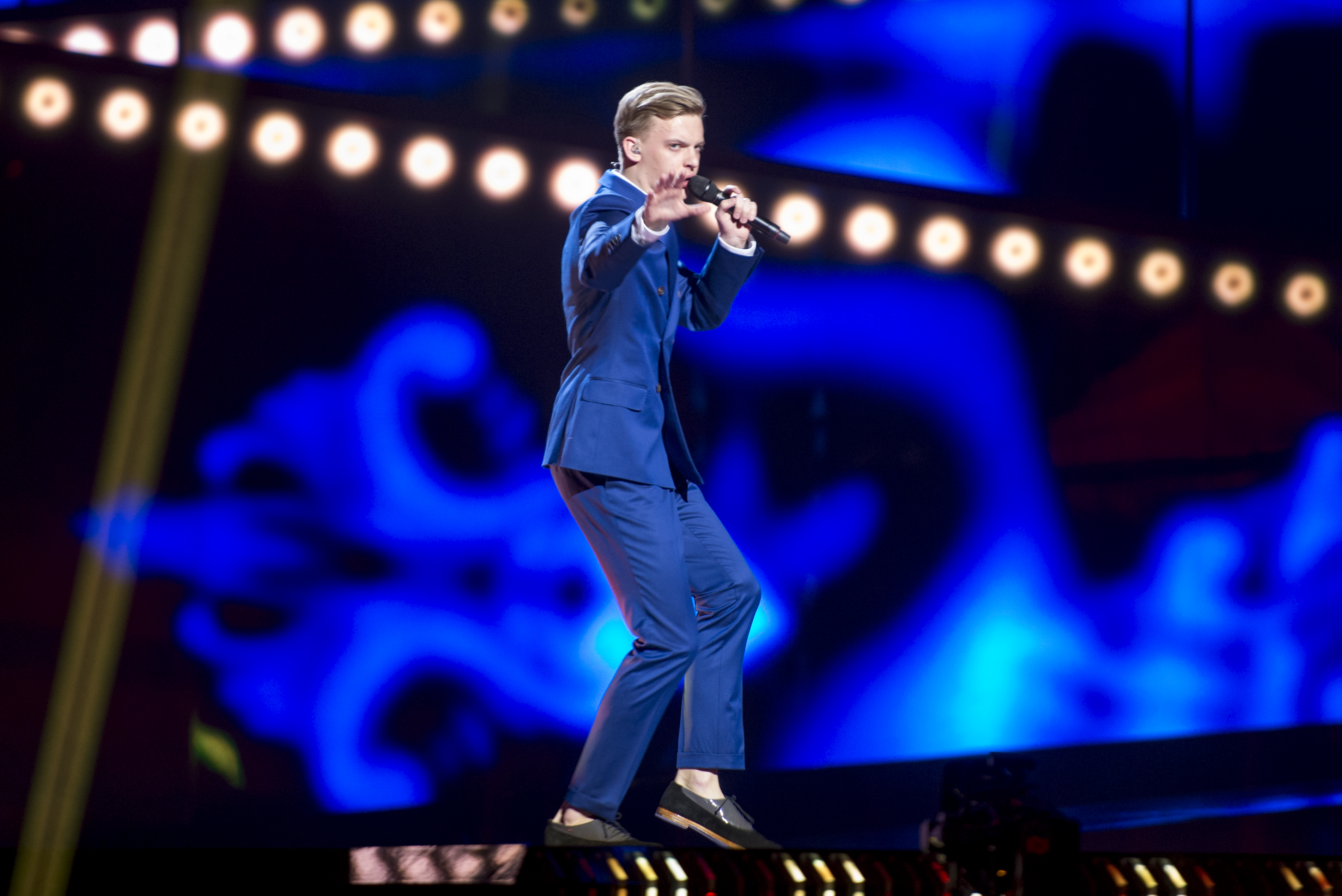
Jüri Pootsmann podczas prób do występu w 61. Konkursie Piosenki Eurowizji, maj 2016

Pod koniec maja 2015 telewizja ERR wyraziła chęć udziału w 61. Konkursie Piosenki Eurowizji organizowanym w Sztokholmie. Reprezentantem kraju został zwycięzca eliminacji Eesti Laul 2016, które podzielono na dwa półfinały (13 i 20 lutego) i finał (27 lutego). Koncert półfinałowe przygotowano w tallińskim Estonia Theater, a finał rozegrano w Saku Suurhall, poprowadzili go Ott Sepp i Märt Avandi. Telewizja wyłoniła 20 półfinalistów selekcji, którymi zostali: The Jingles, Würffel, Mick Pedaja, Indrek Ventmann, Cartoon (feat. Kristel Aaslaid), Kéa, Kati Laev i Noorkuu, Zebra Island, Laura, Windy Beach, Go Away Bird, Jüri Pootsmann, Meisterjaan, I Wear* Experiment, Púr Múdd, Grete Paia, Põhja-Tallinn i Jaagup Kreem, Anett Kulbin, Gertu Pabbo i La La Ladies. Do finału przeszli: Laura, Go Away Bird, Mick Pedaja, Grete Paia, Kéa, Jüri Pootsmann, Kati Laev i Noorkuu, Cartoon (feat. Kristel Aaslaid), Meisterjaan i I Wear* Experiment. Podobnie jak rok wcześniej, w pierwszej rundzie głosowania jurorzy i telewidzowie wytypowali trzech uczestników, którzy zawalczyli o wygraną w decydującym etapie głosowania widzów. Pierwsze miejsce zajął Jüri Pootsmann z piosenką „Play”, za który otrzymał 32 394 głosów, pokonując Laurę i zespół Cartoon (feat. Kristel Aaslaid). 10 maja wystąpił w pierwszym półfinale Eurowizji 2016. Zajął ostatnie, 18. miejsce z 24 punktami. Uzyskał najsłabszy wynik w historii udziału Estonii w Konkursie Piosenki Eurowizji.
Tuż po finale konkursu w 2016 stacja ERR potwierdziła udział w 62. Konkursie Piosenki Eurowizji. Reprezentant kraju został wyłoniony poprzez selekcje Eesti Laul 2017, które podzielone zostały na dwa półfinały (11 i 18 lutego) i finał (25 lutego). Na liście 20 półfinalistów krajowych eliminacji znaleźli się: Elina Born, Carl-Philip, Laura Prits, Leemet Onno, Ivo Linna, Lenna Kuurmaa, Karl-Kristjan i Whogaux (feat. Maian), Janno Reim i Kosmos, Ariadne, Uku Suviste, Koit Toome i Laura, Kerli, Daniel Levi, Liis Lemsalu, Close To Infinity (feat. Ian Karell), Antsud, Almost Natural, Rasmus Rändvee, Alvistar Funk Association i Angeelia. Do finału dostało się po pięciu półfinalistów, z czego czterech przechodziło dalej po pierwszej rundzie głosowania telewidzów i jurorów, a piąty finalista wyłaniany był podczas dodatkowej rundy głosowania telewidzów. W finale wystąpili: Liis Lemsalu, Koit Toome i Laura, Karl-Kristjan i Whogaux (feat. Maian), Lenna Kuurmaa, Daniel Levi, Elina Born, Ivo Linna, Rasmus Rändvee, Ariadne i Kerli. Po pierwszej rundzie głosowania telewidzów i jurorów do ostatecznego etapu przeszli: Rasmus Rändveem Kerli oraz Koit Toome i Laura. Decyzją widzów pierwsze miejsce zajął duet Koit Toome i Laura, zdobywając łącznie 44 818 głosów za piosenkę „Verona”. 11 maja wystąpili jako 17. w kolejności w drugim półfinale Eurowizji 2017. Choć byli jednymi z głównych faworytów fanów do wygrania konkursu, nie zakwalifikowali się do finału, zajmując 14. miejsce z 85 punktami na koncie, w tym 69 pkt. od telewidzów (6. miejsce) i 16 pkt. od jurorów (17. miejsce).

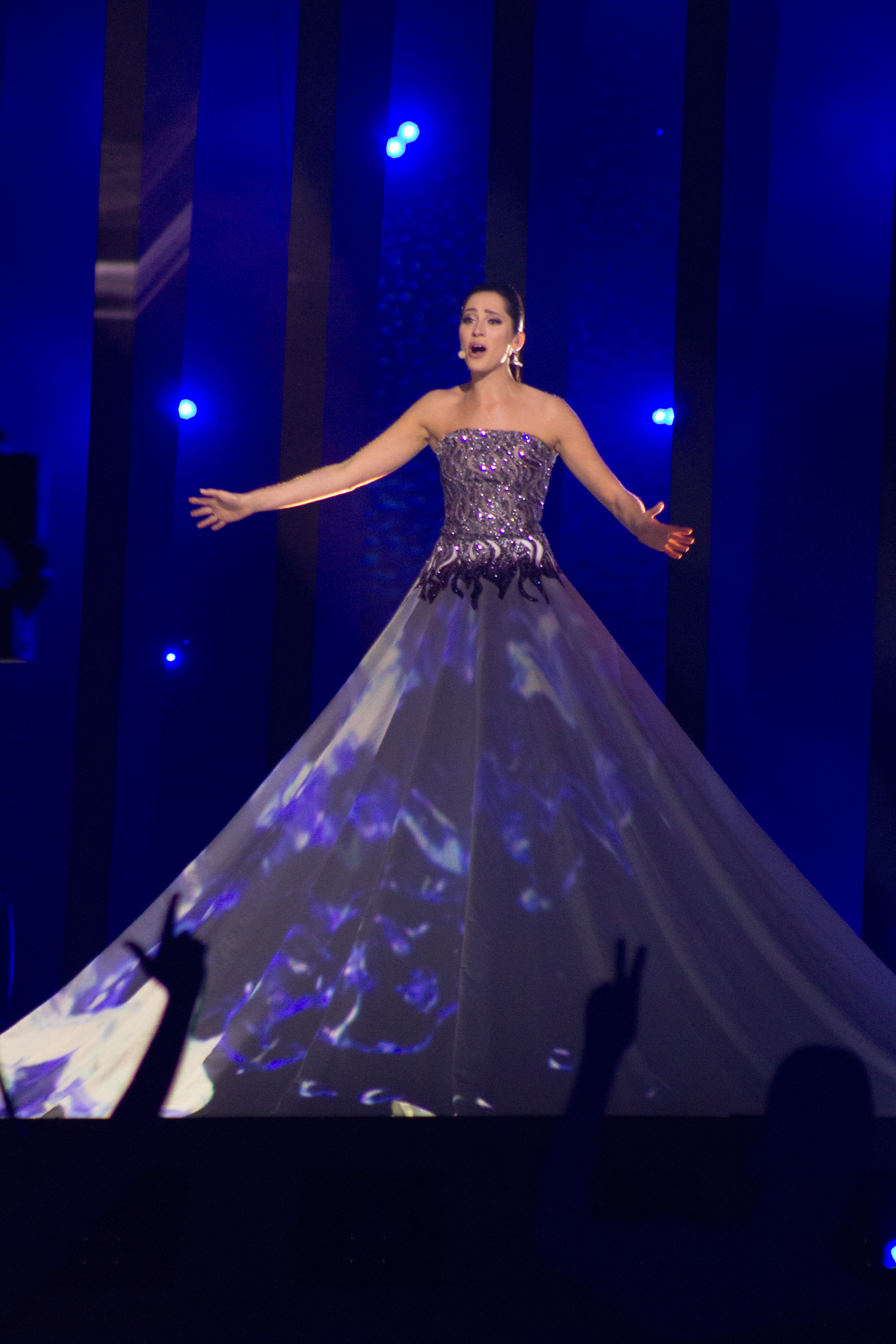
Elina Neczajewa podczas 63. Konkursu Piosenki Eurowizji, maj 2018

W maju 2017 estońska telewizja potwierdziła chęć udziału w 63. Konkursie Piosenki Eurowizji, organizowanym w Lizbonie, a także ogłosiła, że wybierze reprezentanta poprzez eliminacje Eesti Laul 2018. Selekcje zostały podzielone na dwa półfinały (10 i 17 lutego) i finał (3 marca). Półfinalistów wyłoniono spośród 258 zgłoszeń. Listę uczestników selekcji ujawniono 10 listopada w trakcie programu Ringvaade. W gronie 20 półfinalistów znaleźli się: Stig Rästa, Metsakutsu, Elina Neczajewa, Aden Ray, Frankie Animal, Nika, Iiris i Agoh, Etnopatsy, Vajé, Miljardid, Tiiu x Okym x Semy, Desiree, Rolf Roosalu, Eliis Pärna i Gerli Padar, Girls In Pearls, Marju Lanik, Indrek Ventmann, Sibyl Vane, Evestus oraz Karl Kristjan i Karl Killing (feat. Wateva). Z każdego półfinału do finału awansowało po pięciu wykonawców. Głosami telewidzów i komisji jurorskiej (w składzie: Lenna Kuurmaa, Eeva Talsi, Hanna Parman, Mariliis Mõttus, Kristjan Hirmo, Tomi Rahula, Jaanus Nõgisto, Dave Benton, Rainer Ild, Aleksandr Žemžurov i Erik Morna) do finału zakwalifikowali się: Vajé, Iiris i Agoh, Sibyl Vane, Stig Rästa i Elina Neczajewa (pierwszy półfinał) oraz Frankie Animal, Eliis Pärna i Gerli Padar, Evestus, Karl Kristjan i Karl Killing (feat. Wateva) oraz Nika (drugi półfinał). W finale największe poparcie telewidzów i jurorów (Valter Soosalu, Maiken, Grits Majors, Nicola Caligiore, Laura Prits, Sten Teppan, Joana Levieva-Sawyer, Helena Sildna, Ole Tøpholm, Marina Kesler i Ivar Mus) zdobyła Elina Netšajeva z włoskojęzycznym utworem „La forza”, dzięki czemu została ogłoszona reprezentantką Estonii w konkursie. Przed rozegraniem konkursu była jedną z głównych faworytek do wygrania Eurowizji 2018. 8 maja wystąpiła jako dziewiąta w kolejności w pierwszym półfinale konkursu i z piątego miejsca awansowała do finału. W finale wystąpiła jako szósta w kolejności i zajęła 8. miejsce z 245 punktami na koncie, w tym 102 pkt. od telewidzów (9. miejsce) i 143 pkt. od jurorów (6. miejsce).

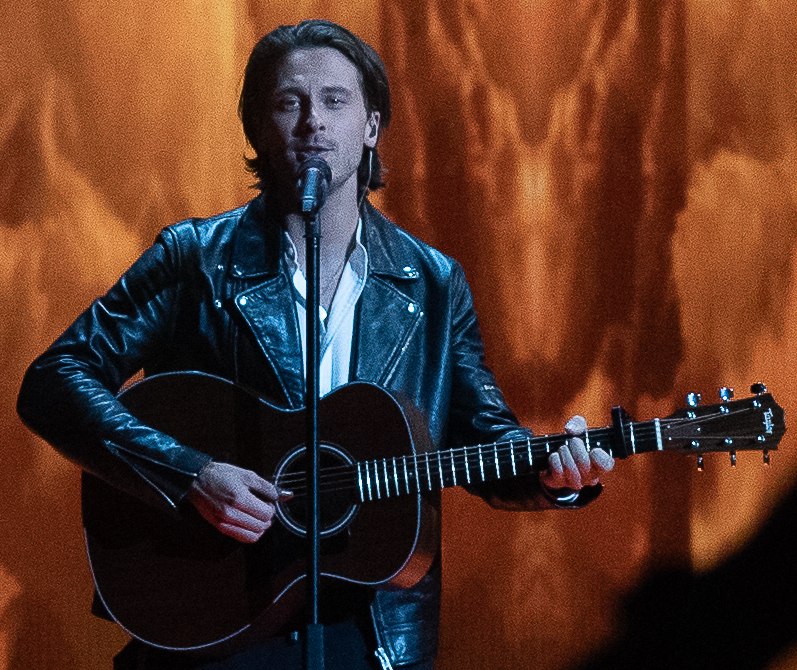
Victor Crone podczas 64. Konkursu Piosenki Eurowizji, maj 2019

We wrześniu stacja ERR potwierdziła udział w 64. Konkursie Piosenki Eurowizji. Ponownie zorganizowała krajowe eliminacje Eesti Laul, które podzieliła na trzy koncerty: dwa półfinały (31 stycznia i 2 lutego) i wielki finał (16 lutego). Do konkursu dopuszczeni zostali: kolektyw „The Swingers, Tanja i Birgit”, Marko Kaar, xtra basic i Emily J, Johanna Eendra, Stefan, Sandra Nurmsalu, Jennifer Cohen, Sofia Rubina (feat. Janika Tenn), Öed, Victor Crone, Ranele, Inger (pierwszy półfinał), Synne Valtri, Iseloomad, Lumevärv (ft. INGA), Sissi, Cätlin Mägi i Jaan Pehk, Kadiah, Kaia Tamm, Kerli Kivilaan, Grete Paia, Lacy Jay, Around The Sun i Uku Suviste (drugi półfinał). Organizatorzy odświeżyli zasady konkursu, dopuszczając do finału po sześciu wykonawców z każdego półfinału; najpierw jurorzy i widzowie wybierani czterech finalistów, a następnie spośród pozostałych zawodników widzowie wyłaniali kolejnych dwóch finalistów. W finale wystąpili: Sissi, Lumevärv (ft. INGA), Victor Crone, Kerli Kivilaan, xtra basic & Emily J, Kadiah, Synne Valtri, Stefan, „The Swingers, Tanja i Birgit”, Uku Suviste, Inger i Sandra Nurmsalu. Analogicznie do poprzednich lat, najpierw komisje wybrały najlepszą „trójkę”, która zmierzyła się w kolejnej rundzie głosowania widzów. Decyzją publiczności, finał krajowych eliminacji wygrał Victor Crone z piosenką „Storm”, pokonując w głosowaniu Uka Suviste’ego i Stefana. 14 maja wystąpił jako 14. w kolejności w pierwszym półfinale Eurowizji 2019 i z czwartego miejsca zakwalifikował się do sobotniego finału, rozgrywanego 18 maja. Wystąpił w nim jako 18. w kolejności i zajął 20. miejsce, zdobywszy 76 punktów w tym 48 pkt. od telewidzów (16. miejsce) i 28 pkt. od jurorów (20. miejsce).

### Od 2020
Stacja ERR potwierdziła udział w 65. Konkursie Piosenki Eurowizji. Ponownie zorganizowane zostały krajowe eliminacje Eesti Laul, które byłypodzielone na trzy koncerty: dwa półfinały (13 stycznia i 15 stycznia) i wielki finał (29 lutego). Do konkursu dopuszczeni zostali: Anett & Fredi, Egert Milder, German & Violina, Inga, Inger, Jaagup Tuisk, Janet, Jennifer Cohen, Kruuv, Laura Põldvere, Little Mess, Mariliis Jõgeva, Merilin Mälk, Rasmus Rändvee, Renate, Revals, Shira, Stefan,
Synne Valtri feat. Väliharf, Traffic, Uku Suviste, Uudo Sepp, Viinerid i Ziggy Wild. Z każdego półfinału awansowało po sześciu wykonawców; najpierw jurorzy i widzowie wybierali czterech finalistów, a następnie spośród pozostałych zawodników widzowie wyłaniali kolejnych dwóch finalistów. W finale wystąpili: Inger, Rasmus Rändvee, Stefan, Synne Valtri feat. Väliharf, Uudo Sepp, Uku Suviste, Shira, Anett & Fredi, Jaagup Tuisk, Traffic, Egert Milder i Laura. Najpierw komisje wybrały najlepszą „trójkę”, która zmierzyła się w kolejnej rundzie głosowania widzów. Decyzją publiczności, finał krajowych eliminacji wygrał Uku Suviste z piosenką „What Love Is”, pokonując w głosowaniu Anett & Fredi i Jaagup Tuisk. Dzięki czemu został reprezentantem Estonii. 18 marca organizator konkursu poinformował o odwołaniu wydarzenia z powodu pandemii COVID-19.
Stacja ERR potwierdziła udział w 65. Konkursie Piosenki Eurowizji. Ponownie zorganizowane zostały krajowe eliminacje Eesti Laul, które byłypodzielone na trzy koncerty: dwa półfinały (18 lutego i 20 lutego) i wielki finał (6 marca), na liście znaleźli się: Alabama Watchdog, Andrei Zevakin & Pluuto, Egert Milder, Gram-Of-Fun, Hans Nayna, Helen, Heleza (Ivo Linna, Robert Linna, Supernova), Jüri Pootsmann, Kadri Voorand, Karl Killing, Kéa, Kristin Kalnapenk, Koit Toome, Nika Marula, Rahel, Redel, Sissi, Suured tüdrukud, Tanja, Tuuli Rand, Uku Haasma, Uku Suviste i Wiiralt. Z każdego półfinału awansowało po sześciu wykonawców; najpierw jurorzy i widzowie wybierali czterech finalistów, a następnie spośród pozostałych zawodników widzowie wyłaniali kolejnych dwóch finalistów. W finale wystąpili: Egert Milder, Suured tüdrukud, Hans Nayna (Ivo Linna, Robert Linna, Supernova), Karl Killing, Uku Suviste, Sissi, Jüri Pootsmann, Redel, Koit Toome, Andrei Zevakin i Pluuto i Kadri Voorand. Najpierw komisje wybrały najlepszą „trójkę”, która zmierzyła się w kolejnej rundzie głosowania widzów. Decyzją publiczności, finał krajowych eliminacji wygrał ponownie Uku Suviste tym razem z piosenką „The Lucky One”, pokonując w głosowaniu Sissi i Jüri Pootsmann. Dzięki czemu ponownie został reprezentantem Estonii. 20 maja reprezentant wystąpił w drugim półfinale konkursu i zajął 13. miejsce z 58 punktami na koncie, nie kwalifikując się do finału.

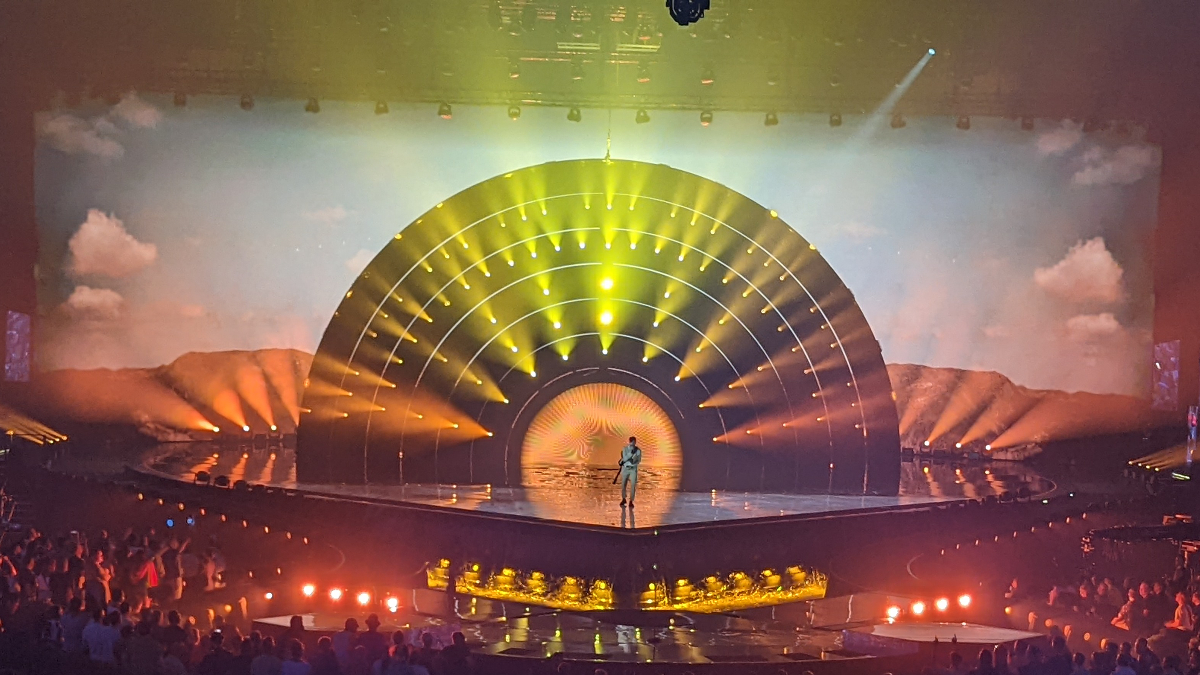
Stefan podczas 66. Konkursu Piosenki Eurowizji, maj 2022

W 2022 estońska telewizja wyłoniła swojego reprezentanta na 66. Konkurs Piosenki Eurowizji za pośrednictwem programu Eesti Laul. Do konkursu zostało zakwalifikowanych 40 ćwierćfinalistów, ostatecznie do odcinka finałowego awansowali: Elina Neczajewa, Andrei Zevakin i Grete Paia, Jaagup Tuisk, Elysa, Ott Lepland, Stig Rästa, Minimal Wind i Elisabeth Tiffany, Stefan, Anna Sahlene i Black Velvet. W pierwszym etapie głosowania jurorów do superfinału dostali się Elysa, Minimal Wind i Elisabeth Tiffany oraz Stefan, który w drugiej rundzie otrzymał największą liczbę głosów od widzów, zostając reprezentantem kraju z utworem „Hope” na Eurowizji 2022 organizowanej w Turynie. 12 maja wystąpił jako dwunasty w kolejności w drugim półfinale konkursu i z piątego miejsca zakwalifikował się do finału, który został rozegrany 14 maja. Wystąpił w nim z dwudziestym-piątym numerem startowym i zajął 13. miejsce po zdobyciu 141 punktów w tym 98 punktów od telewidzów (10. miejsce) i 43 pkt od jurorów (15. miejsce).

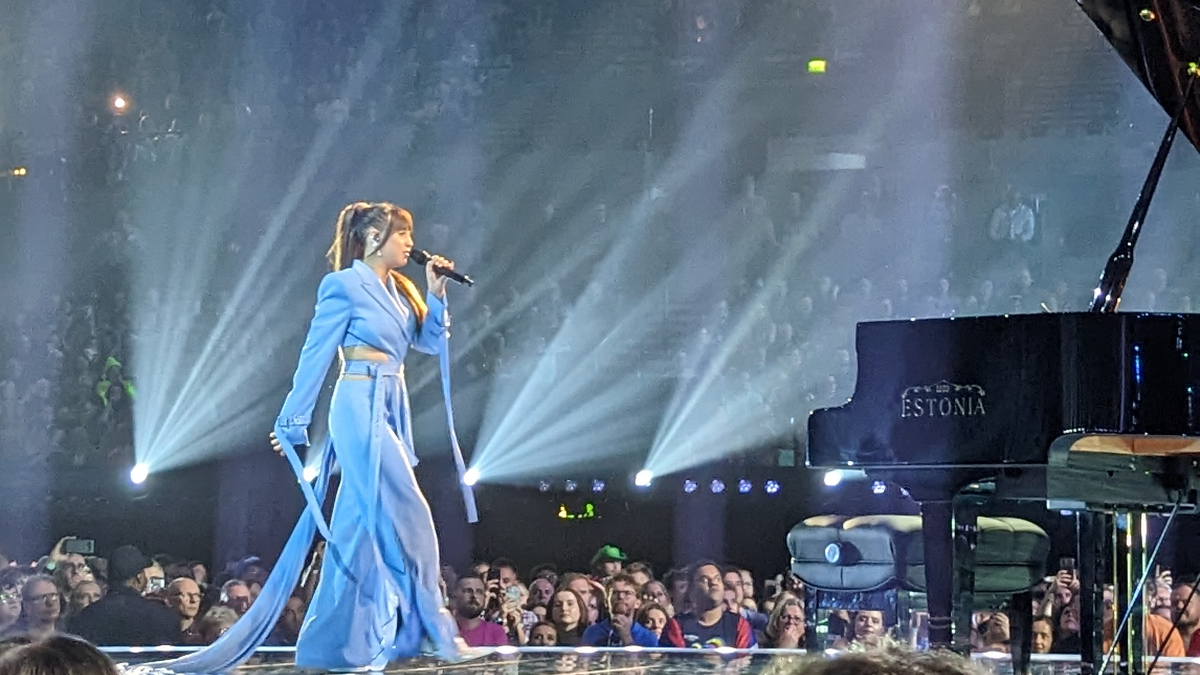
Alika podczas 67. Konkursu Piosenki Eurowizji, maj 2023

Telewizja ERR potwierdziła udział w 67. Konkursie Piosenki Eurowizji organizowanym w Liverpoolu, a reprezentant został ponownie wyłoniony za pomocą eliminacji Eesti Laul. W stawce znalazło się 20 artystów: Alika, Andreas, Anett & Fredi, Bedwetters, Carlos Ukareda, Ellip, Inger, Janek, Kaw, Linalakk & Bonzo, M els, Meelik, Merlyn, Mia, Neon Letters & Maiko, Ollie, Robin Juhkental, Sissi oraz Wiiralt. Zostały rozegrane dwa półfinały, gdzie z każdego z nich awansowało 5 z 10 artystów (4 było wyłonionych z pierwszej rundy głosowania, natomiast pozostała szóstka artystów trafiała do drugiej rundy, w której artysta z największą liczbą głosów otrzymuje „dziką kartę”). W superfinale znaleźli się: Alika, Ollie i Bedwetters. Ostatecznie reprezentantką Estonii na Konkurs Piosenki Eurowizji 2023 została Alika z utworem „Bridges”. 10 maja artystka wystąpiła jako czwarta w drugim półfinale konkursu i z 10. miejsca awansowała do finału, który rozegrał się 12 maja. W finale wokalista wystąpiła jako dwunasta w kolejności i ostatecznie uzyskała 8. miejsce gromadząc 168 punktów, w tym 146 od jurorów (5. miejsce) oraz 22 od telewidzów (19. miejsce).

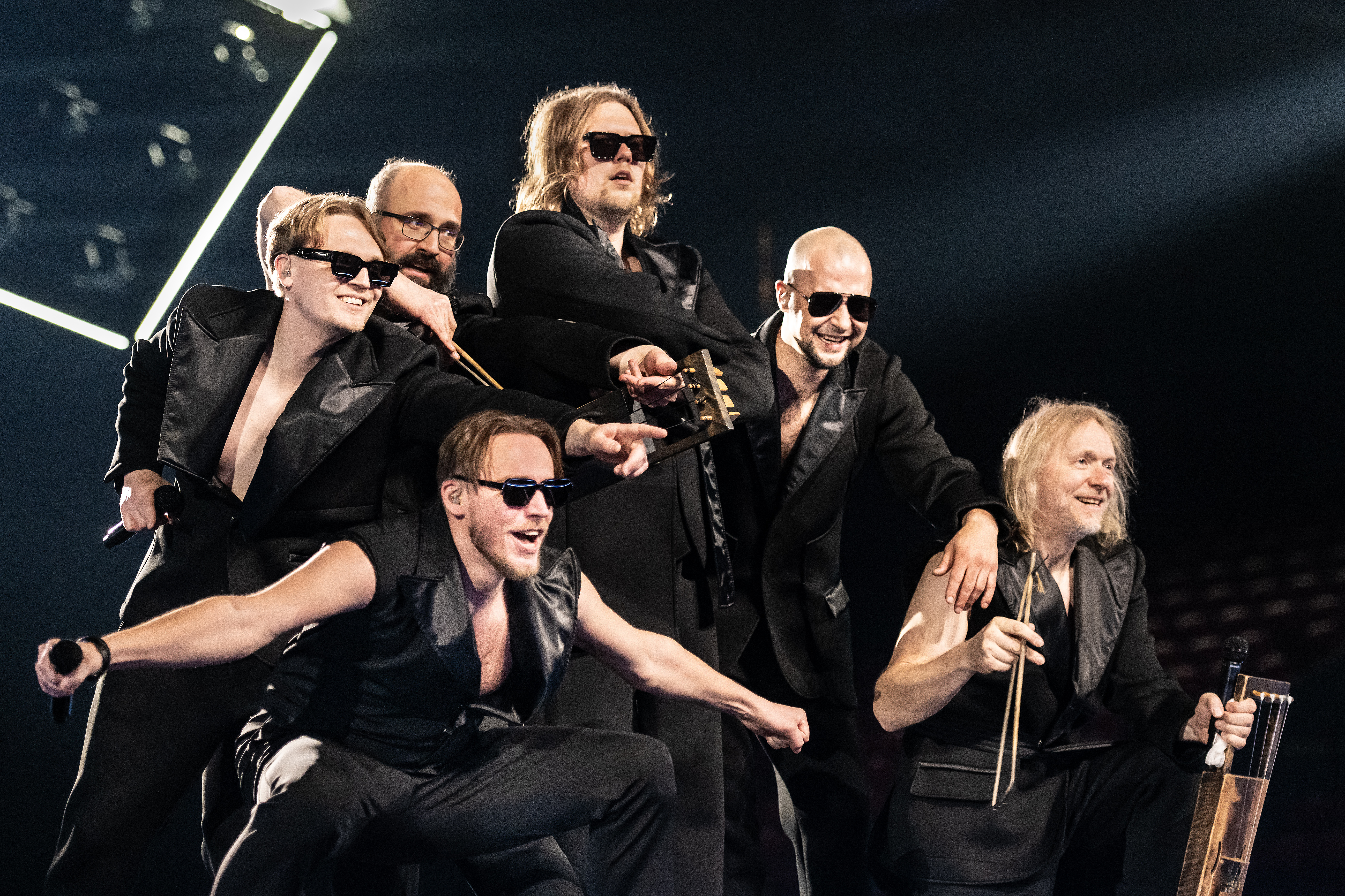
5miinust i Puuluup podczas 68. Konkursu Piosenki Eurowizji, maj 2024

Estoński nadawca po raz kolejny zorganizował preselekcje Eesti Laul w celu wybrania reprezentanta na 68. Konkurs Piosenki Eurowizji organizowany w Malmö. Ponownie w stawce znalazło się 20 utworów, jednak tym razem piątka z nich została automatycznie zakwalifikowana do finału, a pozostała piętnastka brała udział w półfinale. W gronie automatycznych finalistów znaleźli się: Brother Apollo, Uudo Sepp & Sarah Murray, Carlos Ukareda, Daniel Levi oraz Nele-Liis Vaiksoo. Pozostali artyści to: Ollie, 5miinust & Puuluup, Ewert and the Two Dragons, Traffic, Ingmar, Cartoon & Ewert Sundja, Inga, Laura, Anet Vaikmaa, Cecilia, Sofia Rubina, Antsud, Yonna, Peter Põder oraz Silver Jusilo. Do finału eliminacji zakwalifikowali się: Ollie, 5miinust & Puuluup i Ewert and the Two Dragons, natomiast po drugiej rundzie głosowania dołączyli do nich Anet Vaikmaa i Peter Põder. W superfinale znaleźli się: 5miinust & Puuluup, Ollie i Nele-Liis Vaiksoo. Zwycięzcami eliminacji i tym samym, reprezentantami Estonii na Konkurs Piosenki Eurowizji 2024 zostały grupy 5miinust i Puuluup z utworem „(Nendest) narkootikumidest ei tea me (küll) midagi” (est. My (z pewnością) nie wiemy nic o (tych) narkotykach) wykonanym w całości w języku estońskim. Przed samym konkursem utwór przeszedł małą zmianę tekstu, gdyż była w nim wzmianka o „zielonej paczce chipsów Lay's”, a regulamin Eurowizji zabrania wspominania nazw marek w tekście piosenki. Artyści wystąpili 9 maja w drugim półfinale konkursu z trzynastym numerem startowym i z 6. miejsca awansowali do finału. W finale, rozegranym 11 maja, zaprezentowali się z numerem dziewiątym i zajęli 20. miejsce z wynikiem 37 punktów, w tym 4 od sędziów (25. miejsce) oraz 33 od telewidzów (13. miejsce).

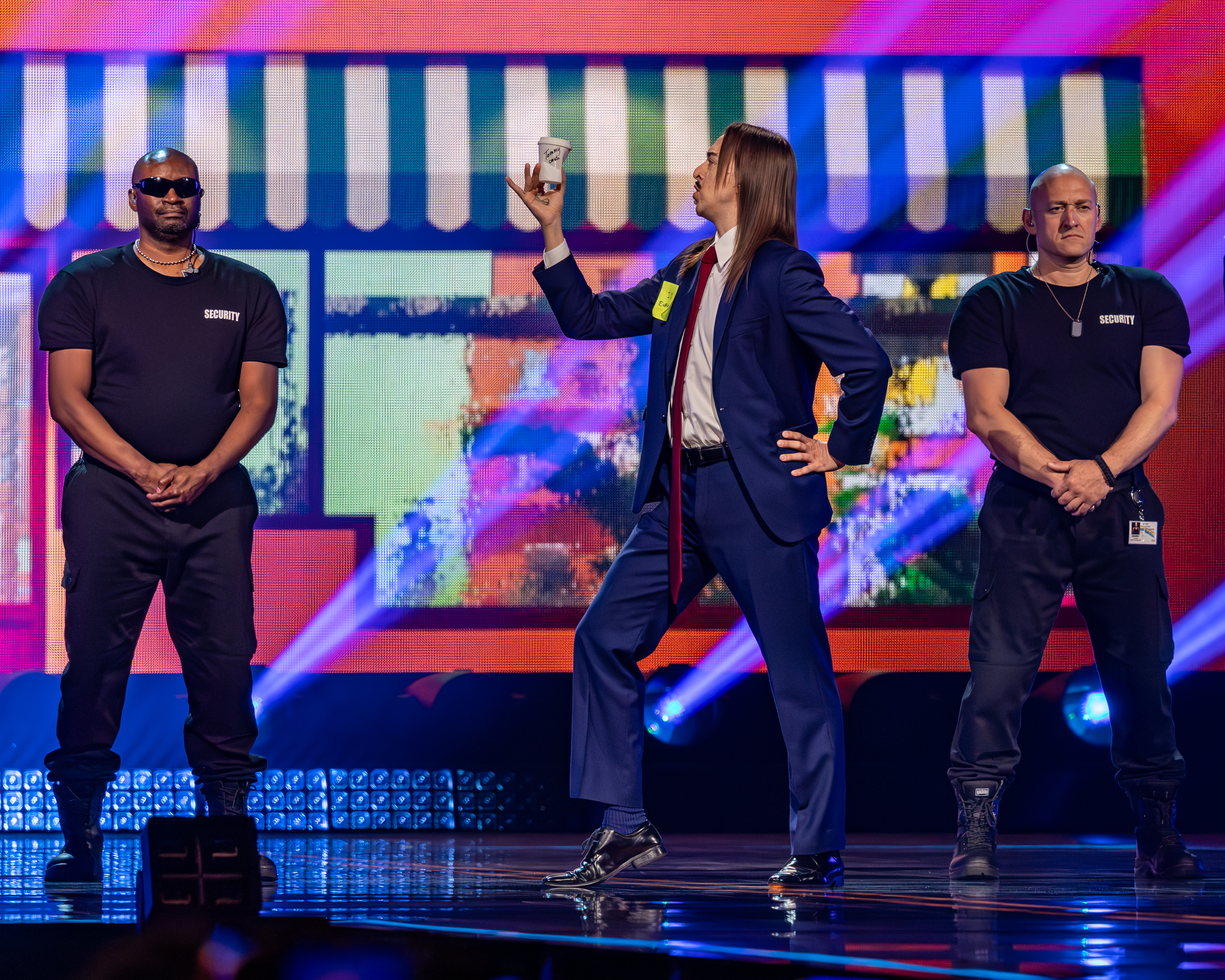
Tommy Cash podczas 69. Konkursu Piosenki Eurowizji, maj 2025

6 września 2024 estońska telewizja ERR potwierdziła, że kraj weźmie udział w 69. Konkursie Piosenki Eurowizji w Bazylei, oraz że reprezentant zostanie ponownie wyłoniony za pomocą Eesti Laul. Wraz z otwarciem zgłoszeń 16 września poinformowano, że format po raz kolejny przejdzie zmiany, mianowicie zdecydowano o zlikwidowaniu półfinału, a także, że w finale znajdzie się 16 utworów (z czego 15 wybranych przez jury oraz 1 przez głosy publiczne). Podano również datę samego finału, która została wyznaczona na 15 lutego 2025 roku. Wśród 15 z 16 finalistów preselekcji znaleźli się: Ant, An-Marlen, Anna Sahlene, Stereo Terror, Felin, Elysa, Tuuli Rand, Kaisa Lang feat. Räpina Jack, Minimal Wind, andrei zevakin feat. Karita, Gem98, Frants Tikerpuu, Janek, Joelle oraz Tommy Cash. 6 stycznia 2025 ogłoszono, że dzięki głosowaniu internautów „dziką kartę” otrzymała Marta Lotta. W superfinale preselekcji znaleźli się: Tommy Cash, An-Marlen oraz andrei zevakin feat. Karita. Ostatecznie, zdobywając 83% głosów widzów zwyciężył i tym samym reprezentantem Estonii został Tommy Cash z utworem „Espresso Macchiato”. 13 maja artysta wystąpił jako czwarty w pierwszym półfinale konkursu i z 5. miejsca awansował do finału. W finale, który odbył się 17 maja, zdobył 356 punktów, tym 98 od jurorów (9. miejsce) oraz 258 od telewidzów (2. miejsce), dzięki czemu ostatecznie zajął 3. miejsce.

## Uczestnictwo
Estonia uczestniczy w Konkursie Piosenki Eurowizji od 1994. Poniższa tabela uwzględnia nazwiska estońskich reprezentantów, tytuły konkursowych piosenek oraz wyniki krajowych delegatów w poszczególnych latach.
| Rok  | Artysta                        | Piosenka                                             |                                      | Finał              | Finał              | Półfinał                | Półfinał                |
| Rok  | Artysta                        | Piosenka                                             | Miejsce                              | Punkty             | Miejsce            | Punkty                  |                         |
| ---- | ------------------------------ | ---------------------------------------------------- | ------------------------------------ | ------------------ | ------------------ | ----------------------- | ----------------------- |
| 1993 | Janika Sillamaa                | „Muretut meelt ja südametuld”                        | estoński                             | –                  | –                  | 5                       | 47                      |
| 1994 | Silvi Vrait                    | „Nagu merelaine”                                     | estoński                             | 24                 | 2                  | Brak rundy półfinałowej | Brak rundy półfinałowej |
| 1995 | Brak reprezentanta             | Brak reprezentanta                                   | Brak reprezentanta                   | Brak reprezentanta | Brak reprezentanta | Brak reprezentanta      | Brak reprezentanta      |
| 1996 | Maarja-Liis Ilus i Ivo Linna   | „Kaelakee hääl”                                      | estoński                             | 5                  | 94                 | 5                       | 106                     |
| 1997 | Maarja-Liis Ilus               | „Keelatud maa”                                       | estoński                             | 8                  | 82                 | Brak rundy półfinałowej | Brak rundy półfinałowej |
| 1998 | Koit Toome                     | „Mere lapsed”                                        | estoński                             | 12                 | 36                 | Brak rundy półfinałowej | Brak rundy półfinałowej |
| 1999 | Evelin Samuel i Camille        | „Diamond of Night”                                   | angielski                            | 6                  | 90                 | Brak rundy półfinałowej | Brak rundy półfinałowej |
| 2000 | Ines                           | „Once in a Lifetime”                                 | angielski                            | 4                  | 98                 | Brak rundy półfinałowej | Brak rundy półfinałowej |
| 2001 | Tanel Padar, Dave Benton i 2XL | „Everybody”                                          | angielski                            | 1                  | 198                | Brak rundy półfinałowej | Brak rundy półfinałowej |
| 2002 | Sahlene                        | „Runaway”                                            | angielski                            | 3                  | 111                | Brak rundy półfinałowej | Brak rundy półfinałowej |
| 2003 | Ruffus                         | „Eighties Coming Back”                               | angielski                            | 21                 | 14                 | Brak rundy półfinałowej | Brak rundy półfinałowej |
| 2004 | Neiokõsõ                       | „Tii”                                                | võro                                 | –                  | –                  | 11                      | 57                      |
| 2005 | Suntribe                       | „Let’s Get Loud”                                     | angielski                            | –                  | –                  | 20                      | 31                      |
| 2006 | Sandra Oxenryd                 | „Through My Window”                                  | angielski                            | –                  | –                  | 18                      | 28                      |
| 2007 | Gerli Padar                    | „Partners in Crime”                                  | angielski                            | –                  | –                  | 22                      | 33                      |
| 2008 | Kreisiraadio                   | „Leto svet”                                          | fiński, niemiecki, rosyjski, serbski | –                  | –                  | 18                      | 8                       |
| 2009 | Urban Symphony                 | „Rändajad”                                           | estoński                             | 6                  | 129                | 3                       | 115                     |
| 2010 | Malcolm Lincoln                | „Siren”                                              | angielski                            | –                  | –                  | 14                      | 39                      |
| 2011 | Getter Jaani                   | „Rockefeller Street”                                 | angielski                            | 24                 | 44                 | 9                       | 60                      |
| 2012 | Ott Lepland                    | „Kuula”                                              | estoński                             | 6                  | 120                | 4                       | 100                     |
| 2013 | Birgit                         | „Et uus saaks alguse”                                | estoński                             | 20                 | 19                 | 10                      | 52                      |
| 2014 | Tanja                          | „Amazing”                                            | angielski                            | –                  | –                  | 12                      | 36                      |
| 2015 | Elina Born i Stig Rästa        | „Goodbye to Yesterday”                               | angielski                            | 7                  | 106                | 3                       | 105                     |
| 2016 | Jüri Pootsmann                 | „Play”                                               | angielski                            | –                  | –                  | 18                      | 24                      |
| 2017 | Koit Toome i Laura             | „Verona”                                             | angielski                            | –                  | –                  | 14                      | 85                      |
| 2018 | Elina Neczajewa                | „La Forza”                                           | włoski                               | 8                  | 245                | 5                       | 201                     |
| 2019 | Victor Crone                   | „Storm”                                              | angielski                            | 20                 | 76                 | 4                       | 198                     |
| 2020 | Uku Suviste                    | „What Love Is”                                       | angielski                            | Konkurs odwołany   | Konkurs odwołany   | Konkurs odwołany        | Konkurs odwołany        |
| 2021 | Uku Suviste                    | „The Lucky One”                                      | angielski                            | –                  | –                  | 13                      | 58                      |
| 2022 | Stefan                         | „Hope”                                               | angielski                            | 13                 | 141                | 5                       | 209                     |
| 2023 | Alika                          | „Bridges”                                            | angielski                            | 8                  | 168                | 10                      | 74                      |
| 2024 | 5miinust i Puuluup             | „(Nendest) narkootikumidest ei tea me (küll) midagi” | estoński                             | 20                 | 37                 | 6                       | 79                      |
| 2025 | Tommy Cash                     | „Espresso Macchiato”                                 | włoski, angielski                    | 3                  | 356                | 5                       | 113                     |

Legenda:
     1. miejsce
     2. miejsce
     3. miejsce

## Historia głosowania w finale (1994–2025)
Poniższe tabele pokazują, którym krajom Estonia przyznaje w finale najwięcej punktów oraz od których państw estońscy reprezentanci otrzymują najwyższe noty.
| Lp. | Kraj      | Punkty |
| --- | --------- | ------ |
| 1   | Szwecja   | 253    |
| 2   | Rosja     | 187    |
| 3   | Finlandia | 161    |
| 4   | Ukraina   | 130    |
| 5   | Norwegia  | 116    |

| Lp. | Kraj            | Punkty |
| --- | --------------- | ------ |
| 1   | Łotwa           | 156    |
| 2   | Finlandia       | 142    |
| 3   | Litwa           | 113    |
| 4   | Szwecja         | 101    |
| 5   | Wielka Brytania | 81     |

## Konkursy Piosenki Eurowizji zorganizowane w Estonii
Estonia była gospodarzem Konkursu Piosenki Eurowizji w 2002, który odbył się w Saku Suurhall w Tallinnie.
| Rok  | Miasto  | Miejsce       | Prowadzący                   |
| ---- | ------- | ------------- | ---------------------------- |
| 2002 | Tallinn | Saku Suurhall | Annely Peebo i Marko Matvere |

## Komentatorzy i osoby podające głosy
Spis poniżej przedstawia wszystkich estońskich komentatorów konkursu oraz krajowych sekretarzy podających punkty w finale.
| Rok  | Komentator telewizyjny                                | Komentator radiowy                                                                               | Sekretarz                |
| ---- | ----------------------------------------------------- | ------------------------------------------------------------------------------------------------ | ------------------------ |
| 1994 | Vello Rand                                            | Marko Reikop (Raadio 2)                                                                          | Urve Tiidus              |
| 1995 | Jüri Pihel                                            | Brak transmisji                                                                                  | Kraj nie uczestniczył    |
| 1996 | Jüri Pihel                                            | Marko Reikop (Raadio 2)                                                                          | Annika Talvik            |
| 1997 | Jüri Pihel                                            | Marko Reikop (Raadio 2)                                                                          | Helene Tedre             |
| 1998 | Reet Linna                                            | Marko Reikop (Raadio 2)                                                                          | Urve Tiidus              |
| 1999 | Marko Reikop                                          | Vello Rand (Raadio 2)                                                                            | Mart Sander              |
| 2000 | Marko Reikop                                          | Vello Rand (Raadio 2)                                                                            | Evelin Samuel            |
| 2001 | Marko Reikop                                          | Vello Rand (Raadio 2)                                                                            | Ilo-Mai „Elektra” Küttim |
| 2002 | Marko Reikop                                          | Vello Rand (Raadio 2)                                                                            | Ilo-Mai „Elektra” Küttim |
| 2003 | Marko Reikop                                          | Vello Rand (Raadio 2)                                                                            | Ines                     |
| 2004 | Marko Reikop                                          | Vello Rand (Raadio 2)                                                                            | Maarja-Liis Ilus         |
| 2005 | Marko Reikop                                          | Mart Juur (Raadio 2) Andrus Kivirähk (Raadio 2)                                                  | Maarja-Liis Ilus         |
| 2006 | Marko Reikop                                          | Mart Juur (Raadio 2) Andrus Kivirähk (Raadio 2)                                                  | Evelin Samuel            |
| 2007 | Marko Reikop                                          | Mart Juur (Raadio 2) Andrus Kivirähk (Raadio 2)                                                  | Laura Põldvere           |
| 2008 | Marko Reikop                                          | Mart Juur (Raadio 2) Andrus Kivirähk (Raadio 2)                                                  | Sahlene                  |
| 2009 | Marko Reikop (wszystkie koncerty) Olav Osolin (finał) | Mart Juur (Raadio 2) Andrus Kivirähk (Raadio 2)                                                  | Laura Põldvere           |
| 2010 | Marko Reikop (wszystkie koncerty) Sven Lõhmus (finał) | Mart Juur (Raadio 2) Andrus Kivirähk (Raadio 2)                                                  | Rolf Roosalu             |
| 2011 | Marko Reikop                                          | Mart Juur (Raadio 2) Andrus Kivirähk (Raadio 2)                                                  | Piret Järvis             |
| 2012 | Marko Reikop                                          | Mart Juur, Andrus Kivirähk (Raadio 2) Ilja Ban, Dmitri Vinogradov, Aleksandra Moorast (Raadio 4) | Getter Jaani             |
| 2013 | Marko Reikop                                          | Mart Juur, Andrus Kivirähk (Raadio 2)                                                            | Rolf Roosalu             |
| 2014 | Marko Reikop                                          | Mart Juur, Andrus Kivirähk (Raadio 2)                                                            | Lauri Pihlap             |
| 2015 | Marko Reikop                                          | Mart Juur, Andrus Kivirähk (Raadio 2)                                                            | Tanja                    |
| 2016 | Marko Reikop                                          | Mart Juur, Andrus Kivirähk (Raadio 2)                                                            | Daniel Levi Viinalass    |
| 2017 | Marko Reikop                                          | Mart Juur, Andrus Kivirähk (Raadio 2)                                                            | Jüri Pootsmann           |
| 2018 | Marko Reikop                                          | Mart Juur, Andrus Kivirähk (Raadio 2)                                                            | Ott Evestus              |
| 2019 | Marko Reikop                                          | Brak transmisji                                                                                  | Kelly Sildaru            |
| 2020 | Konkurs został odwołany                               | Konkurs został odwołany                                                                          | Konkurs został odwołany  |
| 2021 | Marko Reikop                                          | Brak transmisji                                                                                  | Sissi                    |
| 2022 | Marko Reikop                                          | Brak transmisji                                                                                  | Tanel Padar              |
| 2023 | Marko Reikop                                          | Brak transmisji                                                                                  | Ragnar Klavan            |
| 2024 | Marko Reikop                                          | Brak transmisji                                                                                  | Birgit Õigemeel          |
| 2025 | Marko Reikop                                          |                                                                                                  |                          |